# Geschichte der Stadt Hamm

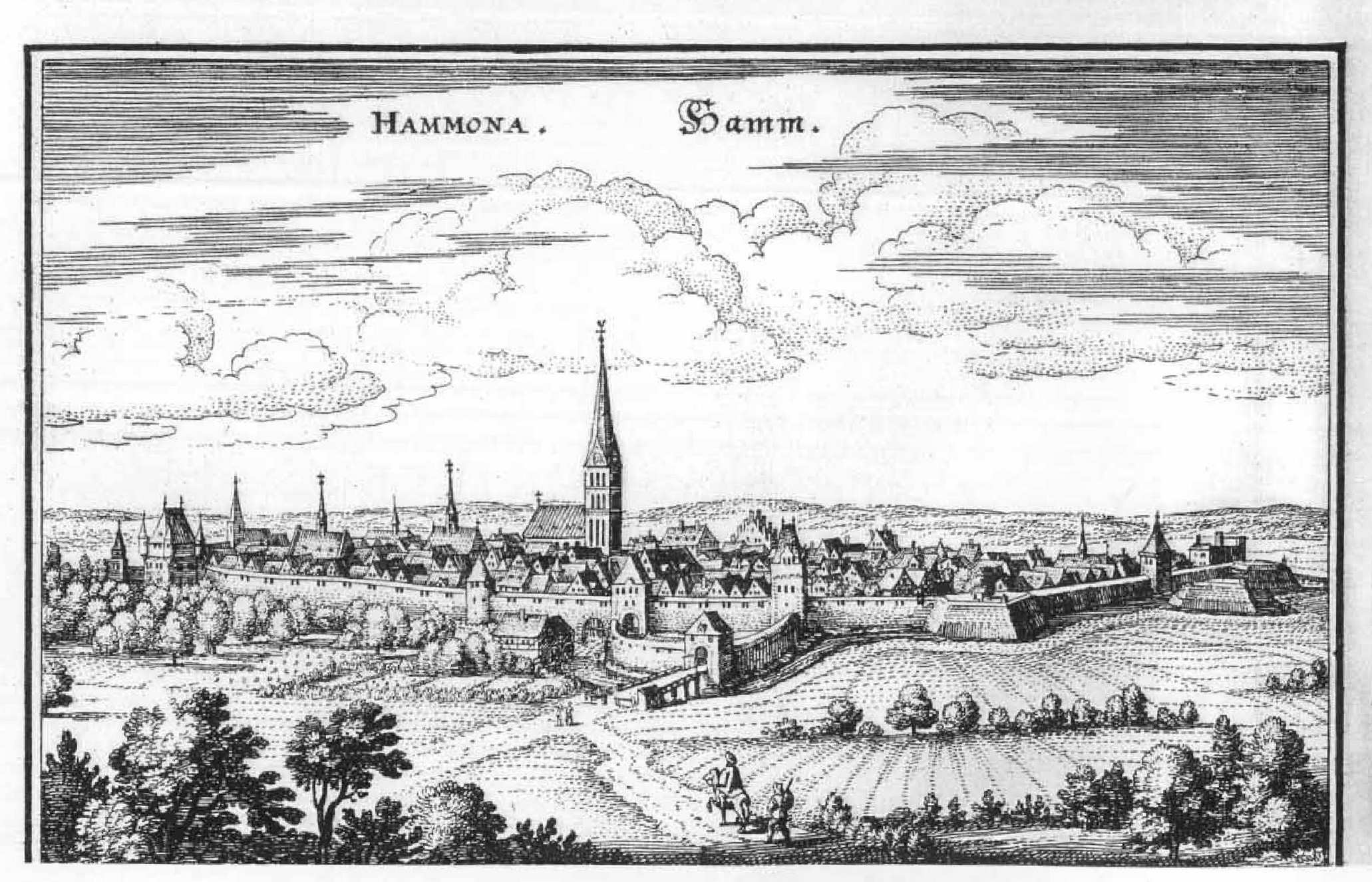
Merianstich der Stadt Hamm mit Festungsanlagen und Stadtmauer von 1647, Nordansicht über die Lippe hinweg

Die Geschichte der westfälischen Stadt Hamm umfasst den Zeitraum von der Stadtgründung im Jahre 1226 bis heute. Während des Mittelalters war Hamm Sitz der Grafen von der Mark und hanseatische Prinzipalstadt für die märkischen Städte. Sie gehörte damit neben Münster, Dortmund und Soest, in deren Mitte sie liegt, zu den bedeutenderen Städten Westfalens. Hamm diente fast seit seiner Gründung als Verwaltungs- und Gerichtssitz der Grafschaft Mark. Viele spätere märkische Stadtgründungen erhielten das Hammer Recht. Die Besiedlung des heutigen Raumes Hamm lässt sich bis in die Vorgeschichte zurückverfolgen und ist durch zahlreiche Siedlungs- und Grabfunde belegt. Durch schwere Brände und Kriegseinwirkungen gingen große Teile des Städtischen Archives und der Bausubstanz verloren. Als Folge daraus bleibt die Geschichte der Stadt unvollständig und kann daher häufig nur durch Urkundenfunde in auswärtigen Archiven näher beleuchtet werden.

Stadtwappen der kreisfreien Stadt Hamm

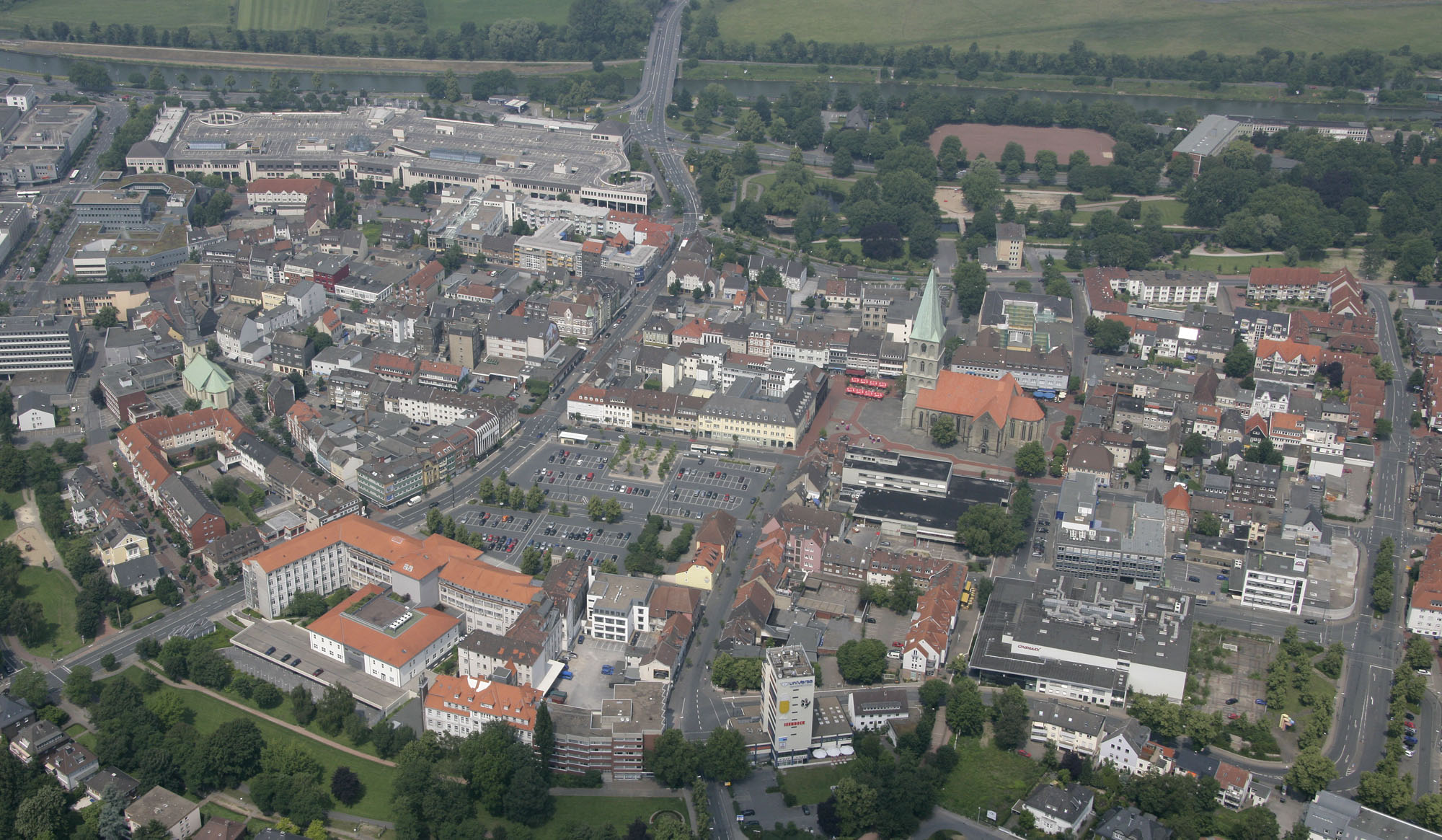
Innenstadt von Hamm. Der Bereich zwischen den Grünflächen entspricht etwa der Fläche der Stadt kurz nach ihrer Gründung. Nur der östliche Rand (links) des Verlaufs der Stadtmauer ist nicht vom Bild erfasst. In der Mitte befindet sich die Pauluskirche.

## Vorgeschichte der Stadtgründung
Um 800 wurde in Herringen eine Pfarrei gegründet, die später Stammpfarrei im Gebiet des Stadtkreises Hamm wurde und von der sich Kamen, Bönen und Rhynern als kleinere Pfarreien abtrennten.
Im 10. Jahrhundert war das Gebiet um das heutige Hamm Teil der Grafschaft von Werl. Im Jahre 1000 kam es zur Teilung der Werler Herrschaft. Graf Hermann II. von Werl erhielt den östlichen Teil um Werl und wurde somit zum Stammvater der Grafen von Arnsberg.
Nach streitiger Auffassung herrschte Hermanns Bruder Bernhard über den Bereich der späteren Grafschaft Hövel im heutigen Stadtbezirk Hamm-Bockum-Hövel. Diese erstreckte sich auf beiden Seiten der Lippe und umfasste das gesamte Stadtgebiet von Hamm. Demnach ließ Bernhard von Hövel im Jahre 1003 von Werl aus die Burg Hövel errichten und nannte sich seither Graf Bernhard von Hövel. Es kam zur Gründung der Grafschaft Hövel. Bernhard blieb bis zu seinem Tod nach 1030 Graf von Hövel. Er starb ohne männliche Nachfahren. Über seine Tochter Ida von Lauffen ging sein Besitz samt Grafschaft an die Herren von Berg über, da Ida die Frau Heinrichs von Lauffen war – deren gemeinsame Tochter Adelheid von Lauffen wurde die Frau Adolfs I. von Berg. Als zusätzliches Patrozinium kam im 11. Jahrhundert das des Heiligen Heribert dazu, dem Klostergründer von Deutz. Der Hof und die Kirche Herringen gelangten 1020/30 durch das Bistum Köln an das neugegründete Kloster Deutz, dessen Vogteirechte von Beginn an bei den Grafen von Berg lagen. Nach 1075 wurde die Homburg als Residenz der Grafen von Berg gebaut. 1077 war Graf Adolf I. von Berg Comes de Huvili (Graf von Hövel).
Nach den Forschungen Leidingers ist eine Grafschaft Hövel dagegen erst für die Zeit nach 1124 plausibel. Hövel habe zunächst im Besitz der Grafen von Arnsberg gestanden und sei erst nach dem Tode des letzten Arnsberger Grafen an die Berger Grafen gelangt. Vgl. zu diesem Themenkomplex den Beitrag „Grafen von Hövel“.
Um 1100 wurde die Pankratiuskirche in der Mark erbaut. Die spätere Mutterkirche von Hamm war zunächst die Eigenkirche der Besitzer von Hof Mark. 1150 ließ Graf Eberhard I. von Berg-Altena eine erste Burganlage bei Nienbrügge als Sicherungsposten für seine Grafschaft Hövel errichten. 1161 wurde der Erbstreit zwischen Adolfs Söhnen Eberhard I. von Berg-Altena und Engelbert I. von Berg entschieden; die Familie spaltete sich in den bergischen und den altenaischen Familienzweig. Eberhard wurde ab 1166 Graf von Altena und Hövel, während Engelbert die Grafschaft Berg erhielt. Damit wurden die Weichen für das Entstehen der späteren Grafschaft Mark und des Adelsgeschlechts der Grafen von der Mark gestellt.
Die Edelherren von Rüdenberg besaßen noch in der Mitte des 12. Jahrhunderts den Oberhof in der Mark, also die Herrschaft Volmestein. Vermutlich im Jahre 1166 teilten die Brüder Conrad und Rabodo ihre väterlichen Güter. Der Oberhof Mark fiel dem Rabodo zu. Von dieser Zeit an führte er den Beinamen „von der Mark“, erstmals erwähnt in der Bredelarschen Stiftungsurkunde von 1170. Um 1170 veräußerte der Edelmann Rabodo von der Mark den Oberhof Mark, zu dessen Besitzungen auch der Burghügel gehörte, auf dem später die Burg Mark errichtet wurde, an den Kölner Erzbischof Philipp von Heinsberg, da er Geld für andere Unternehmungen brauchte. Philipp hatte solche Geschäfte schon häufiger getätigt. Er kaufte den kleinen Grafen und Edelherren ihre Eigenburgen, Eigenklöster und -kirchen ab und ließ sie einen Vasalleneid schwören, dann belehnte er die Burgen, Klöster und Kirchen erneut. Rabodo wurde Philipps Vasall und erhielt Oberhof Mark als Lehen. Rabodo starb 1170 (andere Angabe: 1178). Es ist unklar, ob er sein Lehnsrecht an Friedrich von Altena verkaufte oder ob nach seinem Tod, durch den der Mannesstamm derer von Rüdenberg erlosch, das Lehnsrecht von Philipp von Heinsberg an Friedrich übergeben wurde.
Um 1180/81 wurde die Grafschaft Hövel unter Everhards Söhnen Arnold und Friedrich geteilt. Arnold erhielt die Gebiete südlich der Lippe. Burg Hövel ging dabei wie auch die Burg in Altena an Friedrich. Arnold benötigte also eine neue Residenz und ließ in der Folge die Burg Nienbrügge ausbauen. Außerdem erwarb er 1190 die Isenburg.
1193 wurden die zuvor an den Kölner Erzbischof Philipp von Heinsberg veräußerten Besitzungen der Grafen, darunter Burg Hövel und Burg Nienbrügge, durch den neuen Erzbischof von Köln, Adolf von Altena, an die mit ihm zum Teil nahe verwandten Edelleute zurückgegeben. Auch das Flurstück Wiseberg, auf dem später Hamm entstehen sollte, ging wieder an Friedrich von Altena. 1198 ließ Friedrich von Berg-Altena nach erfolgter Erbteilung Burg Mark auf dem zum Besitz des Oberhofes Mark gehörenden Burghügel errichten. Er forcierte diesen Kauf zugunsten seines jüngeren Sohnes Adolf, der sich schon 1202 Graf Adolf I. von der Mark nannte. Friedrich starb 1198 oder 1199.
Arnold von Altena-Isenberg ließ 1200 die nahe der Burg Nienbrügge befindliche Ansiedlung zur Stadt Nienbrügge ausbauen. 1202 nannte sich Graf Adolf I. nach seinem Besitz Adolf von der Mark und grenzte so seine Linie Altena-Mark von den Grafen von Altena-Isenberg ab. In der Folge wurde die Burg Mark zum Familiensitz des Grafengeschlechts. Nach dem Tode Arnolds und dessen ältesten Sohn Eberhard 1207/1209 erbte Arnolds dritter Sohn, Graf Friedrich von Altena-Isenberg, Nienbrügge. 1216 wurde der Hauptsitz der Grafschaft von Nienbrügge nach der Isenburg verlegt.
Im Streit um Ländereien, Vogteirechte und Erpressungen der Adeligen gegen ihre Untergebenen ließ der Landesherr Graf Friedrich von Altena-Isenberg den Erzbischof von Köln, Engelbert I. von Berg, 1225 entführen, um ihn zum Einlenken zu zwingen. Dabei wurde Engelbert, vermutlich ohne dass dies von Friedrich beabsichtigt war, von den Häschern niedergestreckt und starb. Zur Strafe wurde Friedrich in Köln aufs Rad geflochten und seine Besitzung Nienbrügge durch Adolf I. von der Mark geschleift. 1225/26 bot Graf Adolf I. von der Mark den heimatlosen Einwohnern an, auf seinem Land zu siedeln. Es ist umstritten, ob der Stadtgründung strategische Interessen zugrunde lagen oder ob es sich um ein rein wirtschaftlich motiviertes Siedlungsunternehmen des Landesherren handelt. Die Landwirtschaft bildete in dieser Zeit die Hauptsicherung der Existenz. Ob zudem die Absicht hinzu kam, die Stadt Hamm als Stützpunkt zur Beherrschung des Nordufers der Lippe und zur Ermöglichung eines Vorstoßes ins Münsterland anzulegen, ist hingegen fraglich.

## Grafschaft Mark (1226–1609)

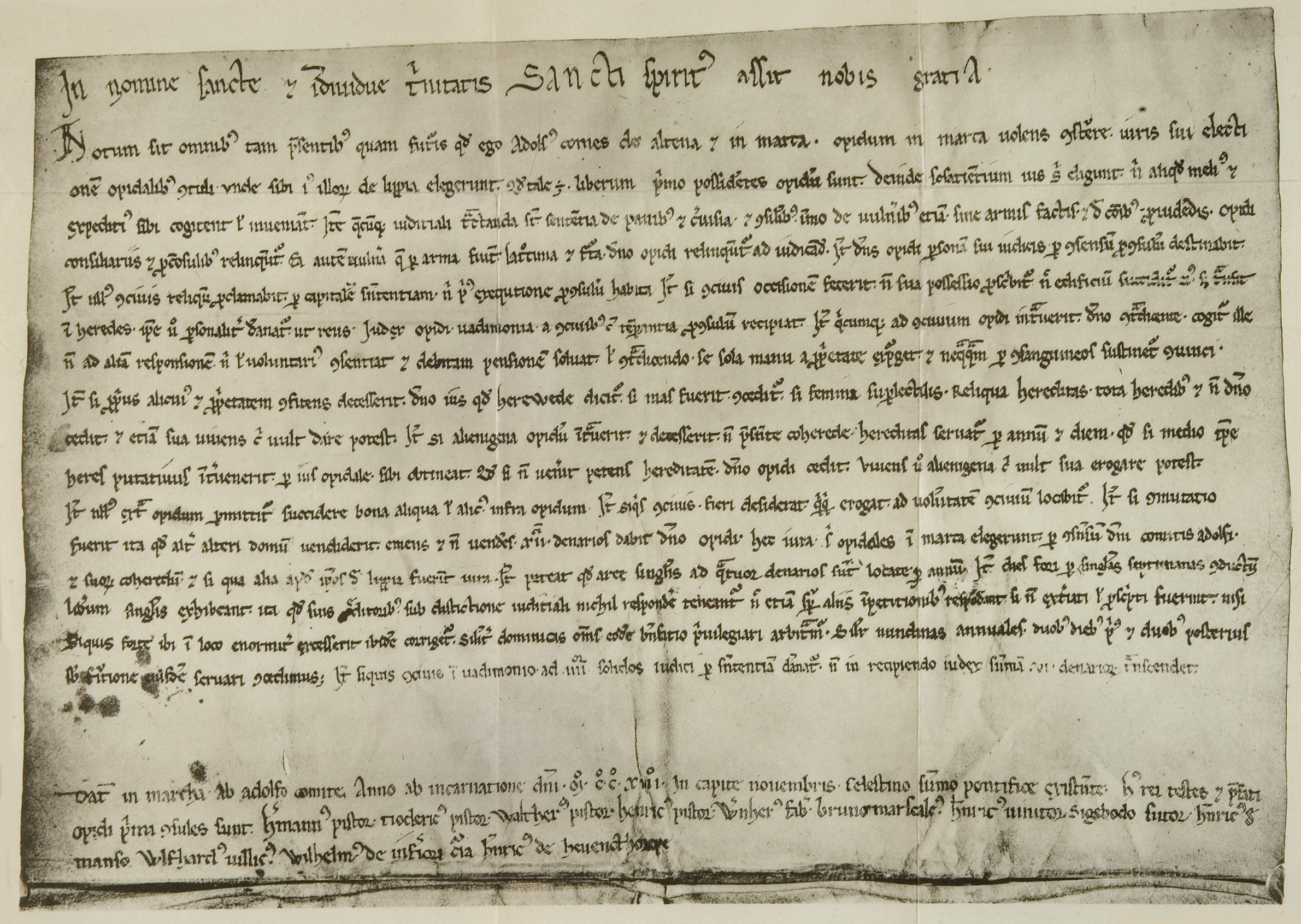
Gründungsprivileg und Stadtrechte von Hamm. Die Urkunde weist einige Ungereimtheiten auf, wurde jedoch vom Nachfolger des Unterzeichners Graf Adolf I. von der Mark, Graf Eberhard I. von der Mark, am 21. März 1279 bestätigt.

Die Stadt Hamm wurde urkundlich am Aschermittwoch im März des Jahres 1226 gegründet. Adolf I. von der Mark stattete die als Planstadt angelegte Siedlung mit einem ursprünglich für eine „Stadt Mark“ vorgesehenen Stadtrecht von 1213 aus (streitig – womöglich datiert das erste Stadtrecht von Hamm auch erst auf das Jahr 1279). Die neue Siedlung lag nur wenige hundert Meter von der alten Stadt Nienbrügge entfernt. Die Reste von Nienbrügge dienten dabei nach umstrittener Auffassung als Baustofflieferant. Da die Stadt Hamm auf der Landspitze zwischen der Ahse und der Lippe an der Einmündung der Ahse entstand, erhielt diese Siedlung den Namen „tom Hamme“ (zum Hamm) bzw. Ham – nach der alten Bezeichnung für ein solches Flurstück, dem Ham. Daraus entwickelte sich im Laufe der Zeit die heutige Schreibweise „Hamm“. M. E. Esselen mutmaßt in seinem Buch „Beschreibung und kurze Geschichte des Kreises Hamm“, dass der Verlauf der Ahse im Zuge der Stadtgründung künstlich verändert wurde. Grabenartige Vertiefungen in der Nähe von Nienbrügge seien ein deutlicher Hinweis, dass die Ahse zuvor bei Nienbrügge in die Lippe mündete. Ansonsten sei auch kein Grund erkennbar, warum Nienbrügge ausgerechnet an diesem Standort errichtet worden ist.

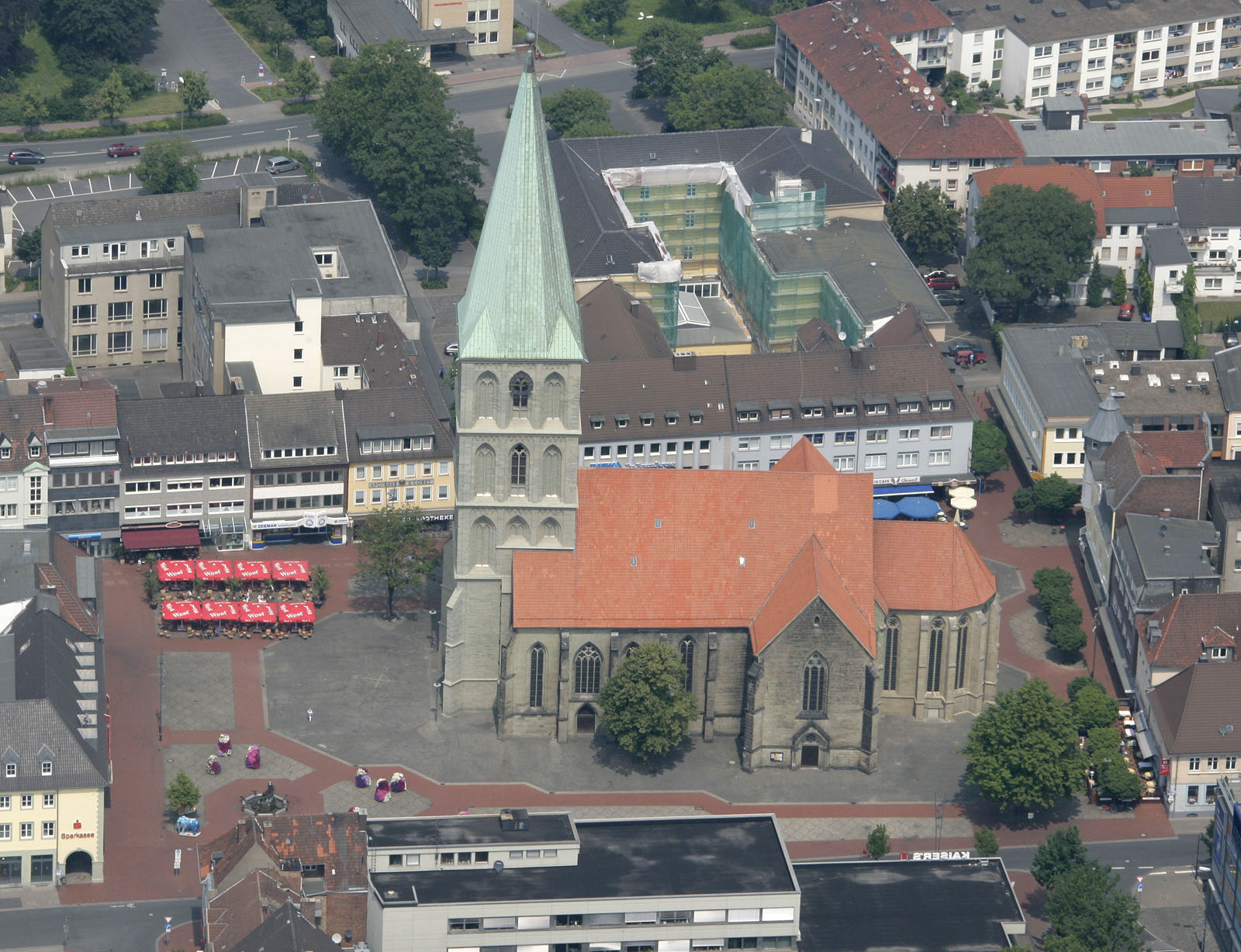
Luftaufnahme der Pauluskirche und des Marktplatzes, links das gelbe Sparkassengebäude nimmt den Platz des alten Rathauses der Stadt ein, das Gebäude ist in der Formensprache ähnlich dem zweiten Rathaus das an dieser Stelle bis zum Zweiten Weltkrieg gestanden hat. Dessen gotischer Vorgängerbau ging während eines Stadtbrandes verloren.

Graf Adolf I. von der Mark stattete die gleichberechtigten Ansiedler mit einheitlich bemessenen Hausstellen in einem schachbrettartig angeordneten Straßennetz aus. Die Hauptachse wurde durch die Trasse einer alten Römerstraße von Xanten nach Lippstadt gebildet. Jede der abgabepflichtigen, sogenannten „Wortstellen“ war etwa 307 m² bzw. 10,30 × 28,90 m groß. Den Baublock bildeten zwei Streifen von Hausstellen, deren Giebelhäuser den parallel verlaufenden Straßenzügen zugewandt waren. In der Mitte des Blocks stießen zwei Parzellen aufeinander. Das Einzelanwesen entsprach in seiner baulichen Gestaltung dem ländlichen Bauernhaustyp mit großer Toreinfahrt. Der Stadtmittelpunkt blieb für den Marktplatz ausgespart. Ritter und Burgmannen erhielten Grundstücke in Randlagen mit größerem Zuschnitt.
Die Münzprägung setzte bereits vor 1235 ein.
Die Jahrzehnte andauernden Erbstreitigkeiten der verschiedenen gräflichen Linien, sog. „Isenberger Wirren“, wurden 1243 zugunsten von Graf Adolf I. von der Mark beigelegt. In der Auseinandersetzung zwischen dem Herzog von Limburg und Graf Adolf I. von der Mark wurde ein Friedensvertrag geschlossen, der der Grafschaft Mark ein Gebiet nördlich der Lippe zwischen Geinegge und Heessen zugestand – die spätere Nordenfeldmark von Hamm. Die Hoheit über den Oberhof in Heessen wurde der Linie Isenberg-Limburg zugestanden. In einer Urkunde vom 1. Mai verlieh Graf Adolf I. von der Mark der Stadt Hamm das Recht der Stadtbefestigung. In der Folge wurde die Stadt zu einer als uneinnehmbar geltenden Festung ausgebaut. Die Verbindung der beiden Flüsse Lippe und Ahse wurde auch im Osten der Stadt durch die Ostblütergräft hergestellt. Dadurch befand sich die Stadt auf einer strategisch günstig gelegenen Inselposition. Mühlenkomplexe am Norden- und am Westentor bildeten weitere Sperren. Doppelwälle und Stadtgraben schufen zusätzliche Sicherheit. Der Binnenwall wurde zunächst mit einer Palisade befestigt, und die Stadtburg der Grafen am Nordenwall wurde noch im Verlaufe des 13. Jahrhunderts in den Bau der Stadtbefestigung einbezogen. Die Stadttore wurden erst gegen Ende des 18. Jahrhunderts abgebrochen. Im Laufe der Geschichte erhielten sie ihre Namen: „Die Ostpforte, so nach Lipstadt führet“ (v. Steinen), wurde später auch Berliner Thor genannt. Dieses wurde 1796 auf Abbruch verkauft, wobei das daran befindliche Stadtwappen 1797 in die Fassade des Alten Rathaus eingemauert wurde. Die Westpforte „führet nach Camen, Lünen,“ (v. Steinen) hieß später das Klever Tor und wurde 1798 abgebrochen, die Südpforte nach Werl nannte man das Kölnische Tor und die Nordpforte das Münstersche Tor.
Graf Adolf I. von der Mark starb am 28. Juni 1249 und wurde anschließend in der Klosterkirche des Klosters Cappenberg, dessen Vogt er war, beigesetzt.
Sein Nachfolger Graf Engelbert I. von der Mark gab der Kirche zu Mark das Gut Schmehausen 1251 als Ausgleich für den abgebrochenen Kirchturm, der zur Sicherheit der Burg Mark gekürzt werden musste.
Die erste urkundliche Erwähnung der St. Georgskapelle (Vorgängerbau der St. Georgs- bzw. Pauluskirche) in Hamm als Filialkirche der Pankratiuskirche in der Mark erfolgte 1254.
Auf Grund einer Altersbestimmung des Westentors, die dieses auf das Jahr 1258 datiert, kann davon ausgegangen werden, dass die Stadtbefestigung spätestens in diesem Jahr fertiggestellt wurde. Für das Jahr 1263 sind Bürgermeister, Schöffen und Stadtrat nachweisbar. 1268/69 verlieh Graf Engelbert I. Hamm das Münzrecht. Etwa um 1270 entstand in der Stadt Hamm das Zisterzienserinnenkloster Marienhof, das 1290 nach Beschwerden aus der Stadt auf das Haus Kentrop vor die Mauern verlegt wurde. Der Beginn des Baus der St. Georgskirche (heutige Pauluskirche) fällt ins Jahr 1275.
Graf Engelbert I. von der Mark starb am 17. November 1277 als Gefangener auf der Burg Bredevoort bei Bocholt. Ein Jahr später konnte sein Sohn nach Belagerung und Eroberung der Burg die sterblichen Überreste in der Stiftskirche von Cappenberg beerdigen lassen.
Großbrände vernichteten 1278, 1287 und 1307 mehr als die Hälfte der Häuser. Bei Grabungen in der Königstraße kam eine Mauer mit Heizkanal einer vergessenen Knabenschule zum Vorschein, dann ein frühneuzeitliches Haus aus Gründsandsteinquadern, vor allem aber ein 9,8 mal 14,5 m messendes Holzgebäude, das möglicherweise einem Kaufmann gehörte. Darauf weist eine zusammenklappbare Bronzewaage hin. Dieses Haus muss einem der Brände des 13. Jahrhunderts zum Opfer gefallen sein.
In einer Urkunde vom 21. März 1279 bestätigte Graf Eberhard II. von der Mark der Stadt Hamm die Stadtrechte, die ihr sein Großvater Graf Adolf I. von der Mark verliehen hatte. 1280 genehmigte der Münstersche Bischof Eberhard von Diest die Stiftung des Nordenhospitals in der Nordenfeldmark.
Am 5. Juni 1288 schlug der Graf Eberhard II. von der Mark den Erzbischof von Köln in der Schlacht bei Worringen vernichtend. Kurköln verlor damit seine territorialen Ansprüche in weiten Teilen Westfalens und im Rheinland. Die Grafschaft Mark konnte danach ausgebaut werden. 1288/89 erhielten die Städte der Mark das volle Befestigungsrecht. Die Existenz einer Stadtmauer und der Kirche St. Georg und Laurentius (heutige Pauluskirche) als Nachfolgebau der Georgskapelle ist urkundlich verbrieft. Es gab ein Gildehaus, welches womöglich das erste Rathaus war. 1296 erfolgte der Bau der St.-Agnes-Kapelle, welcher auf einen Ausbau der Stadtburg hindeutet. Ende des 13. Jahrhunderts wurde eine Lateinschule (Schola Latina) gegründet. 1300 führte die Bebauung an der Oststraße zu neuer Vorstadtbildung.
Graf Eberhard II. von der Mark starb 1308 und wurde in der Stiftskirche des Klosters Fröndenberg beigesetzt, in dem die meisten Grafen dieses Geschlechts bestattet wurden. Ab dem Jahr 1319 wurde das Westenspital erbaut.
1323 gewannen Graf Engelbert II. von der Mark und die Hammer Bürger einen Kampf gegen Bischof Ludwig von Münster. Dieser wurde vor der Lippebrücke auf der Schweinemersch zurückgeschlagen. Erst nach Zahlung eines hohen Lösegeldes gab man ihn wieder frei. Der erste Mann mit nachgewiesen jüdischem Glauben wohnte 1327 in Hamm.
Graf Engelbert II. von der Mark starb 1328. Am 11. August bestätigte sein Sohn und Nachfolger Graf Adolf II. von der Mark urkundlich die Privilegien der Stadt Hamm. Außerdem erteilte er den Bürgern von Hamm 1331 das Privileg, nicht vor ein auswärtiges Gericht geladen werden zu dürfen. 1333 heiratete Graf Adolf II. die klevische Erbtochter Margarete von Kleve.
Die Hammer Stadtkirche St. Georg und Laurentius, die heutige Pauluskirche, wurde am 17. April 1337 von der Stammkirche, der Pankratiuskirche in der Mark, abgepfarrt. In dieser Zeit begann auch der Bau des Langhauses mit den drei Schiffen sowie des stattlichen Turmmassives. Die Kirche wurde in grünem, verhältnismäßig weichem und deshalb Witterungseinflüssen sehr zugänglichen Mergelsandstein (Haarsandstein) errichtet. Außerdem ereignete sich 1337 (nach anderen Quellen 1338) ein weiterer großer Stadtbrand.
Am 14. November 1346 bestätigte Graf Engelbert III. von der Mark urkundlich die Privilegien der Stadt Hamm. Urkundlich ließ sich ein bedeutendes Rechtsmittelgericht nachweisen.
1346 starb Graf Adolf II. von der Mark. Am 11. September 1348 verpfändete Graf Engelbert III. von der Mark die Aufsicht und Verwaltung der Schulen und der Küsterei zu Hamm an den Rat und die Bürgerschaft der Stadt Hamm. Diese erlangten dadurch die Schulhoheit. 1349 veranstaltete Graf Engelbert III. ein großes Ritterturnier vor dem Ostentor.
1350 wurde Hamm von der großen Pest heimgesucht, die nur sieben Familien überlebt haben sollen. Im Zusammenhang mit der Pest steht die erste Judenvertreibung in Hamm. Den Juden wurde vorgeworfen, die Brunnen vergiftet und so die Ausbreitung der Krankheit vorangetrieben zu haben. Außerdem kam es 1350 zu einem Friedensschluss zwischen der Stadt und Graf Engelbert, die eine schwerwiegende Auseinandersetzung beilegten. In den Folgejahren erhielt die Stadt durch ihn eine Vielzahl von Privilegien. 1358 erhielten Hamms Bürger das Privileg, die Rentenlast durch Zahlung des zwölffachen Betrages abzulösen. Sie konnten sich dadurch weitgehend von den stadtherrlichen Lasten befreien. 1363 verpfändete Graf Engelbert III. gegen Zahlung von 100 Goldmünzen die Fischereiprivilegien in der Ahse an die Stadt.
Adolf III. von der Mark, der Sohn Adolfs II. von der Mark und Margaretes von Kleve, erwarb 1368 auch die Grafschaft Kleve. Er verlagerte Residenz und Regierungssitz auf die Schwanenburg bei Kleve. 1398 wurden das Herzogtum Kleve und die Grafschaft Mark vereinigt, die zuvor zum Niederrheinisch-Westfälischen Reichskreis gehörten. Als Folge der Soester Fehde (1444–1449) gelangte die Stadt Soest (mit weitgehender Selbstverwaltung) mit der Soester Börde unter die Herrschaft des Herzogs von Kleve und Mark und damit in enge Verbindung zur Grafschaft Mark. Gegen Leihe von 400 Mark erhielten die Bürger 1373 Anspruch auf unverzügliches Gericht durch den stadtherrlichen Richter. Außerdem herrschte seit 1373 innerhalb der Mark Zollfreiheit für Warentransporte. 1376 kaufte die Stadt von Engelbert für 400 Mark das Recht der freien Ratswahl. Bis dahin war der Rat von den Grafen eingesetzt worden. 1380 erhielten die Hammer Bürger das Privileg, nur noch in Hamm verklagt werden zu dürfen. Am 6. Februar 1388 bestätigte Graf Engelbert III. von der Mark den Bürgern von Hamm urkundlich alle ihnen verliehenen Rechte und Privilegien.
Graf Engelbert III. starb 1391 und wurde in Fröndenberg bestattet. Adolf III., seit 1368 Graf von Kleve, erbte die Grafschaft Mark von seinem Bruder Engelbert III. Seine Residenz blieb jedoch Kleve, nicht Hamm. Damit war weder die Burg Mark noch die Stadtburg Hamm länger Hauptsitz der Grafen von der Mark. 1392 bestätigte auch Adolf der III. die Privilegien der Stadt. Außerdem kam es zwischen Adolf von Kleve und dem Erzbischof Friedrich von Köln zum Friedensschluss zu Hamm.
1393 trat Adolf der III. die Grafschaft Mark an seinen Sohn Dietrich II. von der Mark ab, der wiederum die Privilegien der Stadt bestätigte. 1395 war Hamm etwa 30 Hektar groß. Die Wiesen auf dem die Stadt umgebenden Außengelände wurden als Bleichwiesen für den wichtigsten Exportartikel, das Hammer Leinen, verwendet. Dahinter erstreckte sich Garten- und Weideland, zu dessen Schutz 1395 eine Landwehr errichtet wurde.
Dietrich II. von der Mark starb 1398 in einer Fehde und wurde in der Stiftskirche zu Hörde bestattet. Durch Erbschaft gelangten beide Grafschaften in den Besitz von Adolf IV. von Kleve-Mark. Das Herzogtum Kleve und die Grafschaft Mark wurden vereinigt. Hamm verlor die Residenz an Kleve.
Schon im 14. Jahrhundert beteiligten sich Hammer Kaufleute am hansischen Fernhandel. Exportiert wurden vor allem Leinwand (Hammesche Laken) und Bier (Hammsches Keut).
In der Kommunalverfassung der Stadt spielten die Hoven eine bedeutende Rolle. Sie benannten die Kurherren, die an der Wahl der Ratsherren beteiligt waren. 1417 trat Hamm der Hanse bei (nach anderen Quellen datiert der Hansebeitritt erst auf das Jahr 1470 oder 1471). Hamm blieb bis 1651 Mitglied der Hanse.
Das Antoni-Gasthaus wurde 1406 erbaut. Ab 1409 ruhte das ortsherrliche Recht, Ratneuwahlen eventuell zu verändern. 1414 benötigte Graf Adolf IV. von Kleve Geld und nahm das Weinzapfrecht für sich in Anspruch. 1417 erhob der römisch-deutsche König Sigismund den Landesherrn Adolf IV. von Kleve und von der Mark während des Konstanzer Konzils in den Stand eines Herzogs von Kleve.
Am 14. März 1419 schlossen Gerhard von Kleve und von der Mark, die in Hamm ansässige märkische Ritterschaft und die Stadt Hamm ein Bündnis gegen Herzog Adolf IV. von Kleve. Gerhard von Kleve und von der Mark versprach der Stadt Hamm die Bestätigung der bisherigen Privilegien, falls er Landesherr werden sollte. Zudem sicherte er zu, keinem Juden Aufenthalt zu gewähren und sein Stadtschloss nicht weiter zu befestigen. Dadurch bedingt kam es zur zweiten Judenvertreibung aus Hamm.
1420 brach die Pest in Westfalen aus. 1421 bestätigte Gerhard von Kleve Hamms Privilegien und wiederholte dies 1427. Ein weiterer Stadtbrand ereignete sich 1423.
Unter dem Einfluss reicher Kaufleute wurde Hamm im 15. Jahrhundert reich und mächtig. 9 Brauereien und 60 Braustellen belieferten vor allem das Münsterland. Die bedeutenden Viehmärkte schufen die Voraussetzungen für den Bau der Zentralhallen als modernen Ort für den Viehhandel. Die Hammer Kaufleute unterstützten im 40-jährigen Bruderkrieg den Grafen Gerhard. Dieser erhob Ansprüche auf die Mark gegen den Herzog von Kleve. Die Auseinandersetzung endete mit einem Sieg Gerhards. Kaiser Sigismund belehnte Gerhard 1431 mit der Grafschaft Mark. 1437 residierte der Graf Gerhard von der Mark zu Hamm auf der Stadtburg Hamm. Während seiner Regierungszeit verlieh er der Stadt eine Reihe von Privilegien. 1442 wurde eine Antoniuskapelle auf dem Gelände der Burg Mark gestiftet. In den Annalen der Stadt Hamm ist nachzulesen, dass den Bäckern und Brauern 1444 das Gewerbemonopol für Bier und Brot erteilt wurde.
Von 1444 bis 1449 fand die Soester Fehde statt. Die Stadt Soest behauptete in der Soester Fehde ihre Freiheit gegen den Erzbischof Dietrich von Köln (1414–1463). Dieser versuchte, seine Herrschaft über die Region zu restaurieren. Die Stadt Soest trat dem am 5. Juni 1444 entgegen, indem sie einen neuen Landesherrn akzeptierte. Es handelte sich um den Herzog von Kleve-Mark, der der Stadt ihre alten Rechte gewährte und ihr einige weitere Privilegien erteilte. Dies führte zu einer fünf Jahre währenden Fehde zwischen dem Erzbischof auf der einen Seite und dem Herzog und Soest auf der anderen Seite. Beide Seiten wurden durch eine Reihe von Fürsten und Städten unterstützt. So schlug sich etwa die Stadt Dortmund auf die Seite der Kölner. Das Söldnerheer des Erzbischofs nahm einige Städte ein und belagerte schließlich erfolglos Lippstadt und Soest. Etwa im April 1449 wurden die Kämpfe eingestellt. Soest verblieb im Herzogtum Kleve-Mark. Hamm schlug sich in dieser Auseinandersetzung auf die Seite Johann von Kleves. Daraufhin erwirkte der Erzbischof und Kurfürst von Köln 1444 die Reichsacht gegen Hamm. Ein Jahr später wurde Hamm die Aberacht und der Bann des Reiches erteilt. Der Erfolg blieb dennoch aus. Anders als seine Vorgängersiedlung Nienbrügge blieb Hamm von der Zerstörung verschont.
Johann, der älteste Sohn von Kleve und von der Mark, bestätigte der Stadt Hamm die von seinem Onkel Graf Gerhard von Kleve und von der Mark verliehenen Privilegien und Rechte, insbesondere die zur Ratswahl und die das Wohnrecht der Juden in Hamm betreffend.
Graf Adolf IV. von Kleve und von der Mark starb 1448, ohne die an seinen Bruder gefallene Grafschaft Mark jemals zurückzuerhalten. Im gleichen Jahr trat eine Verordnung in Kraft, nach der niemand außerhalb der Stadt im Amte Hamm das Bäcker-, Brauer-, Schuhmacher-, Schmiede- und Schneiderhandwerk ausüben durfte. Die Landbevölkerung musste in der Stadt einkaufen. Diese Verordnung bildete einen wesentlichen Faktor für die wirtschaftliche Blüte der Stadt und blieb bis ins 19. Jahrhundert in Kraft. Graf Gerhard von der Mark zu Hamm gründete 1455 das Franziskanerkloster Hamm und stellte seine Schlosskapelle (heute St. Agnes) als Klosterkirche zur Verfügung. Ebenso errichtete die Hammer Bürgerschaft zahlreiche soziale Stiftungen.
1461 starb Gerhard kinderlos und wurde in der Klosterkirche St. Agnes begraben. Er war der einzige Landesherr, der in der Stadt Hamm seine letzte Ruhe fand. Die Grafschaft fiel wieder an die Herzöge von Kleve zurück. Die Residenz wurde endgültig von Hamm weg verlegt. Die Grafschaft Mark und das Herzogtum Kleve waren ab dieser Zeit vereinigt.
Herzog Johann I. von Kleve bestätigte 1462 die Privilegien der Stadt, allerdings ohne die ihr von Graf Gerhard zusätzlich eingeräumten Rechte. Nach dem Tod des Herzogs Johann I. von Kleve 1482 wurden die Privilegien durch Herzog Johann II. von Kleve abermals bestätigt. Ein Bündnisvertrag mit Münster zeugte 1498 von der relativen Unabhängigkeit der Stadt Hamm.
Der römisch-deutsche König Maximilian I. befreite Hamm 1503 von allen westfälischen Freigerichten und sonstigen fremden Gerichten. 1507 wurde die Klosterkirche St. Agnes als Nachfolgerbau der Schlosskapelle begonnen (bis 1521). Burg Mark ging in den Besitz des Richters zu Hamm über. 1515 erfolgte die Einweihung des Neubaus der Klosterkirche.
Herzog Johann II. von Kleve starb 1521 und Herzog Johann III. von Kleve wurde neuer Regent der Grafschaft Mark und damit auch von Hamm. Im Folgejahr wurden Hamms Privilegien erneut bestätigt. Hamm blieb von den Aufständen der Bauernkriege weitestgehend verschont. Ein Streit zwischen Bäckern und Leinewebern kostete nach einer Eingabe des Leineweberoberzunftmeisters an den Landesherrn, Herzog Johann von Kleve, Mark und Ravensberg, die Stadt das Privileg der freien Ratswahl. In der Folge begann die Selbstständigkeit Hamms zu schwinden und machte Platz für den überall aufkommenden Absolutismus der Landesherren.
1531 brach die Pest erneut in der Stadt aus. Der beginnende wirtschaftliche Niedergang der Stadt manifestierte sich 1533 in Bürgerkämpfen und dem wachsenden Einfluss der Ortsherren.
Nach dem Tod Johanns wurde Wilhelm von Kleve 1539 neuer Regent der Grafschaft und der Stadt. Die unvermeidliche Bestätigung der Stadtprivilegien erfolgte im darauffolgenden Jahr. 1549 wurde Hamm zusammen mit Unna zur hansischen Prinzipalstadt über die kleinen märkischen Hansestädte erhoben.
1553 brach wieder die Pest aus. 1557 kam es in Hamm zu einer großen Inflation und zu einer Hungersnot und 1558 zu einem Stadtbrand. Ab 1560 durften sich wieder Juden in Hamm ansiedeln.
Die Reformation erreichte Hamm erst sehr spät. Der Herzog von Kleve wollte sich zunächst nicht entscheiden. Erst Mitte des 16. Jahrhunderts folgte Hamm. Ab dieser Zeit war die heutige Pauluskirche der Versammlungsort der in Hamm maßgeblichen reformierten Gemeinde. Als die neue lutherische Gemeinde den Calvinisten 1562 Carrell Gallus aus Holland zum Pastor wählte, wurden Bilder, Altäre, Schmuck der Hauptkirche St. Georgs und Laurentius (Pauluskirche) von ihm zerschlagen und verbrannt. Die Zerstörung der wertvollen Kunstschätze bedingte die Schlichtheit des heutigen Sakralbaues, der in dieser Zeit in „Reformierte Pfarrkirche“ umbenannt wurde.
Die Pest brach zunächst 1575, dann noch einmal 1580/81 und schließlich noch einmal 1583 aus.
1587 zog der spanische Feldherr und Statthalter in den Niederlanden, Alessandro Farnese, mit einem Heer bis vor die Stadt Hamm. Er sah von einer Eroberung ab, nachdem die Stadt sich freigekauft hatte. 1592 starb Wilhelm von Kleve und hinterließ seinem Sohn Herzog Johann Wilhelm von Kleve die Regentschaft. Da dieser geisteskrank war, erledigte ein Hofrat an seiner statt die Regierungsgeschäfte. Dieser nahm davon Abstand, Hamm erneut seine Privilegien zu bestätigen, allerdings stellte sich auch niemand in Zweifel. 1593 wurden die Erbgenossen aus der Stadtverwaltung gedrängt. 1595 belegen Urkunden den schlechten Zustand der Burg Mark. Als Begleiterscheinung des spanisch-niederländischen Krieges überfielen spanische Marodeure 1598 das Kirchspiel Heessen und plünderten Dorf und Schloss. 1598/99 wütete abermals die Pest in Hamm.
Seit dem 16. Jahrhundert gab es einen Magistrat als geschäftsführendes Organ des Rates. Diesem gehörten die Bürgermeister, zwei Kämmerer und zwei Fiscimeister an. Das 16. Jahrhundert brachte einen langsamen wirtschaftlichen Niedergang der Stadt mit sich.
Hamm war 1565–1612 von Hexenverfolgungen betroffen: Fünf Frauen und ein Mann gerieten in Hexenprozesse. In dem ersten Prozess wurden Köchin Elsa aus Kamen samt ihrer Mutter als Zauberische verbrannt. In Heessen findet sich ein Gedenkstein des Heimatvereins Heessen aus dem Jahr 1991 für die Opfer der Hammer Hexenprozesse.

## Kurfürstentum Brandenburg (1609–1701)
„Johann Wilhelm der Wahnsinnige“ (1592–1609) war der letzte der Herzöge von Jülich-Kleve-Berg, Graf von der Mark und zu Ravensberg, Herr von Ravenstein, mit seinem Tod starb das fürstliche Geschlecht der Von der Mark aus. 1609 geriet Hamm somit durch Erbfolge unter die Herrschaft des Markgrafen Sigismund von Brandenburg. Aus der Mark Brandenburg sollte später Preußen hervorgehen. Hamms spätere Zugehörigkeit zu Preußen wurde deshalb bereits 1609 begründet.
1614 rief der Kurfürst zu Brandenburg niederländische Truppen zu Hilfe. Diese besetzten Hamm am 23. September. Die Besatzung endete erst durch den Düsseldorfer Teilungsvertrag vom 21. März 1624. Durch diesen wurde die Stadt Hamm dem Kurfürsten von Brandenburg zugesprochen, der sie jedoch im Dreißigjährigen Krieg mehrfach an feindliche Invasoren verlor.
1616 wurde die Burg Mark als Gefängnis benutzt. Sowohl 1617 als auch 1619 brach die Pest in Hamm aus, außerdem noch ein weiteres Mal 1635 (nach anderen Quellen 1636).
Der Dreißigjährige Krieg begann 1618. Hamms Befestigungsanlagen erwiesen sich dabei als hoffnungslos veraltet. Die Stadt musste deshalb 1622 nach nur viertägiger Belagerung durch spanische Artillerie an die Liga, den katholischen Fürstenbund übergeben werden. Die Besatzung durch die Spanier dauerte neun Jahre an. Das schwedische Eingreifen wendete das Kriegsglück zugunsten der Protestanten. Auf diese Weise lösten Hessen und schwedische Reiter die Ligasoldaten ab (1633). Schließlich wurde Hamm 1636 von kaiserlichen Truppen besetzt. Die Besatzungsanlagen wurden von den jeweiligen Besatzern instand gesetzt, die Stadt musste jedoch hohen Tribut entrichten und verarmte. 1641 wehrten die Hammer einen Angriff der Hessen ab. Mit dem Ende des Dreißigjährigen Krieges 1648 wurde die Zugehörigkeit Hamms zur Mark Brandenburg im Westfälischen Frieden ausdrücklich bestätigt. Hamm wurde dadurch brandenburgische (später preußische) Provinzstadt. Da die Erbfolge zwischen den Dynastien der Pfalzgrafen von Neuburg und den Kurfürsten von Brandenburg umstritten war, dauerte die Unsicherheit über die Zugehörigkeit zu Brandenburg bis 1666 an.
1647 wurde von Matthäus Merian ein Kupferstich angefertigt, der im 8. Band der Topographia Germaniae (Topographia Westphaliae) erschien. Der Kupferstich zeigt das Stadtbild zur damaligen Zeit und ist damit eine der bedeutendsten Quellen bei der Rekonstruktion des historischen Erscheinungsbildes der Stadt.
Die erste Buchdruckerei wurde 1650 in Hamm eröffnet. Ab 1651 war die Stadt Hamm nicht mehr Mitglied des zerbrechenden Hansebundes und wurde zu den wenigen Hansetagen, die in dieser Zeit noch stattfanden, nicht mehr eingeladen. Die wirtschaftliche Situation der kriegsgebeutelten Stadt rechtfertigte eine Mitgliedschaft in dem Händlerbündnis nicht mehr. Ebenso wie Hamm erging es vielen Städten. Die aus nur noch wenigen Mitgliedern bestehende Hanse zerbrach im Jahre 1669 ganz.
1653 kam es zur Beschneidung der städtischen Gerichtsbarkeit durch die preußische Administration und 1654 zur Aufhebung der Hammer Militärgarnison. Die Neugründung geschah im Folgejahr. 1655 ließ die preußische Administration das seit 1409 ruhende ortsherrliche Recht aufleben, Ratsneuwahlen eventuell zu verändern.
Hamms Universität, das „Gymnasium Illustre Academicum“, nahm 1657 den Lehrbetrieb mit nur drei Professoren auf (für Jurisprudenz, Theologie und Philosophie). Im 17. und frühen 18. Jahrhundert waren zahlreiche Studenten nachweisbar, vor allem aus den Städten der Grafschaft Mark (z. B. Altena, Hagen, Hattingen, Kamen, Lüdenscheid, Lünen, Neuenrade, Plettenberg, Soest, Unna). Im 18. Jahrhundert verengte sich das Einzugsgebiet deutlich. Ein Tiefpunkt der Entwicklung zeichnete sich um die Mitte des Jahrhunderts ab. 1755 waren noch sechs und 1766 gar kein Student mehr immatrikuliert. 1781 wurde der Lehrbetrieb eingestellt. Das akademische Gymnasium wurde mit der Lateinschule zusammengelegt. Es entstand ein humanistisches Gymnasium, das heutige Gymnasium Hammonense. Die Veränderungen, die die preußische Administration in den vergangenen Jahren herbeigeführt hatte, führten zu offenem Aufruhr. Hamm wahrte gegenüber Berliner Oberbehörden und Klever Ständen begrenzte Selbstverwaltungsrechte, bis diese 1714–18 endgültig den preußischen Reformen zum Opfer fielen.
Um eine Verlegung der Garnison aus Hamm zu erreichen opponierten 1661 die Landräte gegen die Militärpolitik des Kurfürsten von Brandenburg und beantragten die Verlagerung der Garnison. Der Kurfürst lehnte die Verlegung an einen anderen Standort allerdings mit der Begründung ab, Türme, Mauern, Wälle und Tore müssten demoliert werden, diese Verwüstung nütze aber wenig. Dann müsse er sich entschließen, seine Soldaten in andere märkische Städte zu verlegen.
Der Elandt-Plan belegt 1663 die Existenz der Stadtmauer. 1666 schrieb ein schweizerischer Student an seine Verwandten in Zürich: „wenn nur unser Hamm, die erste Stadt der Grafschaft Mark, mit Wall und Graben befestigt wäre. Doch wird daran gearbeitet, um sie möglichst bald wieder in Stand zu bringen.“ Daraus leitet Diederich von Steinen ab, Hamm habe niemals eine Stadtmauer besessen. Diese Aussage wird immer wieder zitiert, um die Existenz der Stadtmauer zu leugnen. Sie erklärt sich jedoch aus der seit dem ausgehenden 17. Jahrhundert erfolgten Anlage einer Bastionärbefestigung für den Garnisonsstandort Hamm. Die bei Steinen ebenfalls genannten Palisaden wurden 1738 errichtet, um Schwarzhandel durch Umgehung der Akzise und Desertationen aus dem Hammschen Infanterieregiment zu verhindern. 1763 – unmittelbar nach dem Ende des Siebenjährigen Krieges – wurde die Stadt entfestigt; die nochmals 1762 ausgebaute Bastionärbefestigung wurde geschleift und an die Bürger zur Anlage von Wallgärten verkauft.

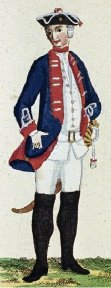
Soldat des Preußischen Infanterie-Regimentes zu Fuß, stationiert in Hamm

1666 beendete der Teilungsvertrag von Kleve per Erbvergleich den Streit um das Erbe der Herzöge von Kleve und der Grafen von Mark. Die Grafschaft Mark mit Kleve und Ravensberg, zu der auch die Stadt Hamm gehörte, wurde – diesmal unanfechtbar – Brandenburg zugeschlagen. Zusammen mit Minden war dies der älteste brandenburgische Besitz im Westen des Reiches. Dieses Gebiet bildete den Kern der späteren preußischen Provinz Westfalen. Die Provinz Westfalen bestand bis zum Ende des Zweiten Weltkriegs und wurde nach Besatzungsrecht mit Teilen des Rheinlandes zu dem späteren Bundesland Nordrhein-Westfalen zusammengeführt.
Am 19. Februar 1673 räumten die brandenburgischen Truppen die Stadt Hamm. Sie wurde am Abend des 20. Februar von französischen Truppen besetzt. Die Besatzung dauerte bis zum 14. Juni an. Die Stadt musste in dieser Zeit 87.600 Reichstaler an die Franzosen zahlen. 1679 kam es zwischen dem 26. Mai und dem 29. Juli zur neuerlichen Besetzung durch französische Truppen.
1695 ereignete sich ein Stadtbrand im Gebiet des Westentores und 1696 brach die Pest erneut in Hamm aus.
1699 stahlen Bauern aus Münster in der Nordenfeldmark von Hamm 54 Rinder und verkauften sie in Ahlen. Der sich entwickelnde Streit zwischen dem Bischof in Münster und der Stadt Hamm wurde erst 1704 geschlichtet.

## Königreich Preußen (1701–1808)
Seit 1701 waren die Kurfürsten von Brandenburg nun die Könige von Preußen. Dadurch gehörte die Stadt nunmehr dem Königreich Preußen an. 1718 wurde der jährlich wechselnde Rat durch den ständigen Magistrat ersetzt. 1722 erschien das erste Gesangbuchs der lutherischen Kirche in der Grafschaft. 1730 zerstörte ein Stadtbrand 16 Häuser (nach anderen Quellen über 30). Ein weiterer Großbrand zerstörte 1734 weitere 200 Häuser.

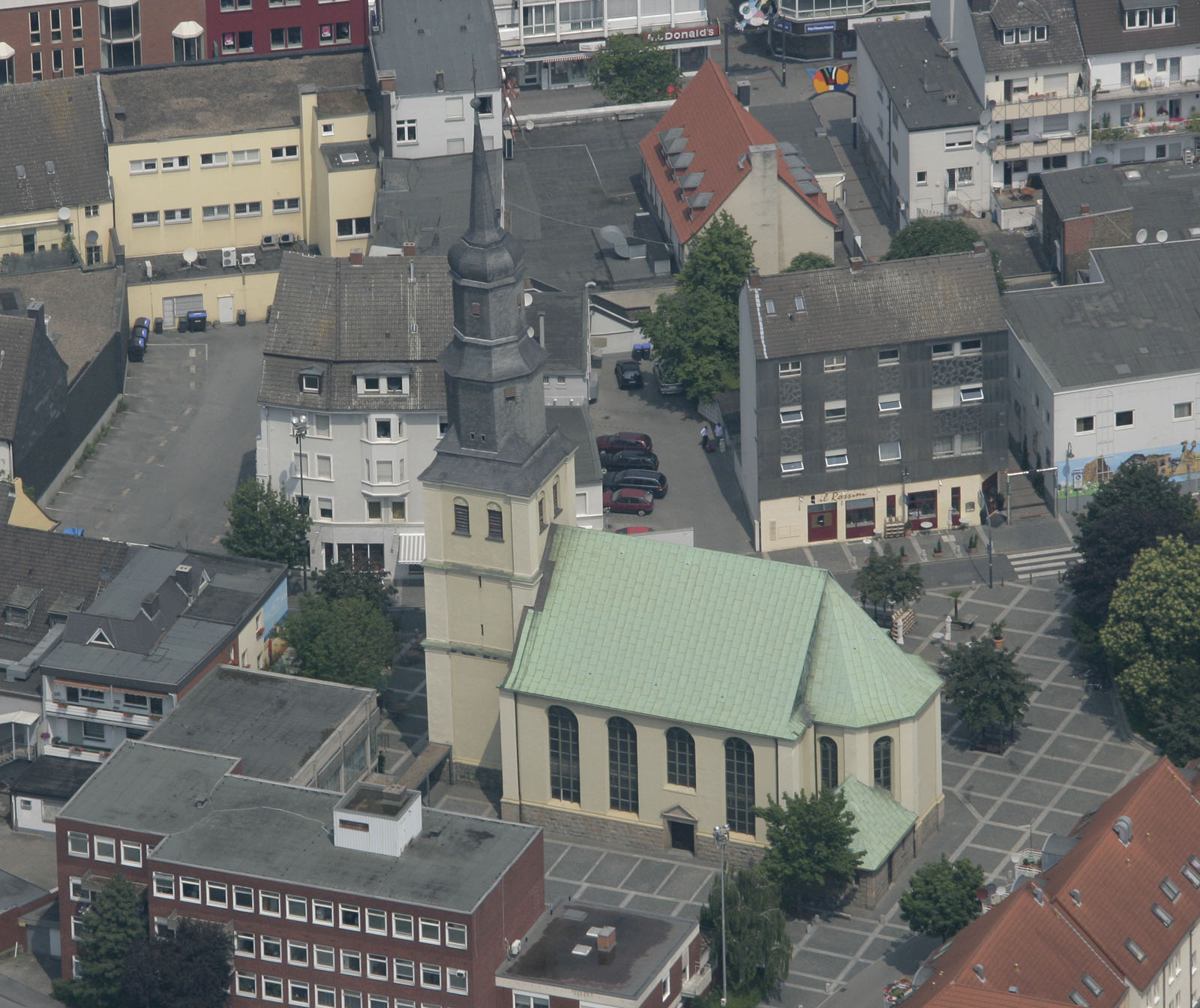
Luftbild der preußischen Garnisonspfarrkirche, heute Martin-Luther-Kirche

Mit dem Bau der Martin-Luther-Kirche wurde ebenfalls 1734 begonnen. Ein Jahr später wurde die Kloster-Brauerei in Hamm ansässig. Für das Jahr 1735 ist Bernhard Caspar Pröpsting urkundlich als Eigentümer verbrieft. Die Frage, ob er der eigentliche Gründer der Brauerei ist oder ob die Brauerei aus einer schon länger bestehenden Braustätte hervorging, kann bis heute nicht beantwortet werden. 1971 wurde die bis dahin im Familienbesitz befindliche Brauerei durch die Isenbeck-Brauerei übernommen.
1736 wurde Johann Bernhard Stuniken zum Oberbrandmeister für Hamm ernannt. 1738 wurden Palisaden errichtet, um Schwarzhandel durch Umgehung der Akzise und Desertationen aus dem Infanterieregiment der Stadt zu verhindern. 1739 konnte die Martin-Luther-Kirche geweiht werden. Ein Jahr später wurde Friedrich der Große preußischer König und damit Hamms oberster Landesherr.
1741 vernichtete ein weiterer Großbrand 346 Häuser und das gotische Rathaus nebst Stadtarchiv. Die Pauluskirche war bis dahin eine dreischiffige und fünfjochige Halle mit weitausladendem Querhaus und einem mit einem langen Vorjoch versehenen Chor, der in einem 7/12-Eck schloss. Nach dem großen Brand wurde beim folgenden Wiederaufbau das Gewölbe des Mittelschiffes nicht mehr in der alten Höhe aufgeführt, so dass der Hallencharakter des Baus stärker betont wurde. 1743 erhielt die Stadt eine Brandordnung. Das Stuniken-Haus wurde 1748 gebaut.
1753 wurde der Kreis Hamm gegründet und das Königliche Landgericht Hamm als eines von sechs Landgerichten der Grafschaft Mark eröffnet. Der Neubau des Turms der Pauluskirche wurde vollendet und drei Jahre später wieder eingeweiht. 1756 begann Friedrich der Große den Siebenjährigen Krieg. Quellen belegen, dass 1760 die einstigen Stadtmauern verfallen waren und Hamm durch Wälle, Palisaden und Graben befestigt war. Von 1761 bis 1762 belagerten französische Truppen die Stadt und zerstörten mit dem Bombardement der Artillerie mehrere Häuser. Als Folge kam es zum Ausbau der Bastionärsbefestigung. 1763 beendete der Friede von Hubertusburg den Siebenjährigen Krieg. König Friedrich ernannte Karl Friedrich von Wolffersdorff zum Kommandanten des Hammschen Regimentes, der aber bald als Despot verschrien war. Die Stadt wurde entfestigt und die gerade erst ausgebaute Bastionärsbefestigung geschleift. 1764 ließ General Karl Friedrich von Wolffersdorff die Ostenallee anlegen.
Die Eingriffe in die lokale Wirtschaft gingen recht weit. So machte am 1. August 1768 die Kriegs- und Domänenkammer (wohl eher die Kammerdeputation) eine Preistafel für Wirte verpflichtend, die die Preise für Mahlzeiten, Kaffee und Tee sowie für Übernachtungen festsetzte. 1769 wurde die Biermarke Isenbeck begründet. 1772 ließ Wolffersdorff die letzten Überreste der Burg Mark abbrechen und als Baumaterial für eine Kaserne verwenden. 1781 starb Karl Friedrich von Wolffersdorff und 1784 starb Johann Bernhard Stuniken. 1787 richtete die preußische Verwaltung eine Kriegs- und Domänenkammer als Oberbehörde für die Grafschaft Mark in Hamm ein (Märkische Kriegs- und Domänenkammer). 1793 wurde Karl Freiherr vom Stein zu einem ihrer Präsidenten ernannt. Während der Zugehörigkeit zum Großherzogtum Berg wurde die nach französischem Vorbild umgestaltete Oberbehörde für das neu geschaffene Ruhrdepartement im November 1808 nach Dortmund verlegt.
1791 kam es zur Gründung der freimaurerischen Johannisloge Zum hellen Licht. 1792 wurde Hamm Sitz der Exilregierung der beiden Königsbrüder Ludwig XVIII. und des späteren Karl X. von Frankreich. Die beiden folgten einer Einladung Friedrich Wilhelms II. und verbrachten mehrere Monate in Hamm. Sie residierten im Nassauer Hof, an dessen Stelle sich heute das Marienhospital befindet.
1795/96 wurde ein „weibliches Erziehungsinstitut“ mit angeschlossener „Pensions-Anstalt“ als Vorläuferin des Beisenkamp-Gymnasiums eingerichtet, das 1866 in die Evangelische Höhere Töchterschule umgewandelt wurde, 1875 in die Städtische Höhere Töchterschule überführt und 1895/96 dann in die Höhere Mädchenschule übergeleitet wurde. 1948 wurde ein einzelner Junge an die Schule aufgenommen. 1970 erfolgte die Umbenennung in Beisenkamp-Gymnasium und ab 1973 wurden auch männliche Schüler zugelassen.
Im 18. Jahrhundert nannte man den ersten Bürgermeister „ratender Bürgermeister“, sein Kollege hieß „zweiter Bürgermeister“. Es wurde eine katholische, eine lutherische und eine reformierte Elementarschule nachgewiesen. 1800 wurde der Ostenfriedhof an der Ostenallee als Gemeinschaftsfriedhof aller Glaubensgemeinschaften eröffnet. Dies war aus hygienischen Erwägungen nötig geworden, um die Friedhöfe innerhalb des Altstadtbezirkes zu ersetzen. 1802 gab es eine große Inflation und eine Hungersnot.
In der Zeit von 1796 bis 1798 wurden die Stadttore abgebrochen. 1803 wurden die Fundamente der Burg Mark herausgebrochen. Die Zerstörungen waren so gründlich, dass spätere archäologische Untersuchungen kaum noch Funde ergaben.

## Großherzogtum Berg (1808–1813)
Am 23. Oktober 1806 wurde die Stadt durch Napoleonische Truppen besetzt. Das seit dieser Zeit französisch besetzte Hamm wurde im Januar 1808 zusammen mit der Grafschaft Mark dem neuen Großherzogtum Berg einverleibt, welchem Joachim Murat, Schwager Napoleon I., als Herrscher vorstand. Hamm diente dabei als Sitz eines Kantons innerhalb des Arrondissements Hamm im Ruhrdepartement. Im Zuge der Säkularisation wurde das Kloster Kentrop aufgelöst. 1807 kam es zum Frieden von Tilsit. Das im Vorjahr bei Jena vernichtend von Napoleon geschlagene Preußen musste alle Besitzungen westlich der Elbe abtreten. Durch die französische Herrschaft erfuhr die Stadtverwaltung vielfältige Veränderungen. Dem Maire (Bürgermeister) standen zwei Beigeordnete zur Seite, die von den ebenfalls ernannten Mitgliedern des Munizipalrates beraten wurden. Auch nach der Wiedereingliederung in das Königreich Preußen blieb dieser Zustand erhalten. Allerdings wurde der Munizipalrat in Gemeinderat umbenannt. Seine Mitglieder wurden aber auch weiterhin in der Regel auf Lebenszeit ernannt. Erst mit der Einführung der Revidierten Städteordnung fanden in Hamm 1835 Wahlen zum Gemeinderat statt. Seit dieser Zeit gab es wieder einen Magistrat mit einem Bürgermeister. Bei der Einführung der Magistratsordnung in der preußischen Provinz Westfalen 1855 wurde der Gemeinderat in Stadtverordnetenversammlung umbenannt. Diese wurde bis 1918 nach dem Dreiklassenwahlrecht gewählt. 1919 bis 1933 blieb die Magistratsordnung im Grundsatz erhalten, die Mitglieder der Stadtverordnetenversammlung wurden nun aber nach dem allgemeinen, gleichen und geheimen Wahlrecht gewählt. Nachdem im Juli 1945 mit der Bürgerrat die Rückkehr zur parlamentarischen Demokratie eingeleitet wurde, fungierte nun der Stadtrat als höchstes kommunales Beschlussgremium.
1809 nahm Napoleons vierjähriger Neffe Napoléon Louis Bonaparte unter kaiserlicher Vormundschaft und Regentschaft den Titel des Großherzogs von Kleve und Berg an. Er war der älteste lebende Sohn des Königs von Holland und Bruder Napoleons III. Für wenige Tage, vom 1. bis zum 13. Juli 1810, war das Großherzogtum Berg in Personalunion mit dem Königreich Holland verbunden, weil in dieser kurzen Zeit der Großherzog von Berg auch König von Holland war.
Ab 1813 gehörte die Stadt zum preußischen Zivilgouvernement zwischen Weser und Rhein. 1814 wurde das Franziskanerinnenkloster Marienhof in Rhynern aufgelöst. Die von Napoleon nach Paris verbrachte Quadriga des Brandenburger Tores in Berlin wurde auf ihrer Rückführung am 15. Mai für eine Nacht am Marktplatz in Hamm aufgestellt.
Ab 1815 war Hamm endgültig preußisch. Die Stadt wurde Sitz eines Kreises innerhalb des Regierungsbezirks Arnsberg der Provinz Westfalen. Auch die meisten der heutigen Hammer Stadtteile gehörten zur Grafschaft Mark und wurden 1815 der preußischen Provinz Westfalen zugeordnet. Lediglich Bockum-Hövel und Heessen gehörten bis 1803 zum Hochstift Münster, wurden aber 1806 ebenfalls dem Großherzogtum Berg, 1813 dem preußischen Zivilgouvernement zwischen Weser und Rhein und 1815 der Provinz Westfalen angegliedert.

## Königreich Preußen (1813–1871)

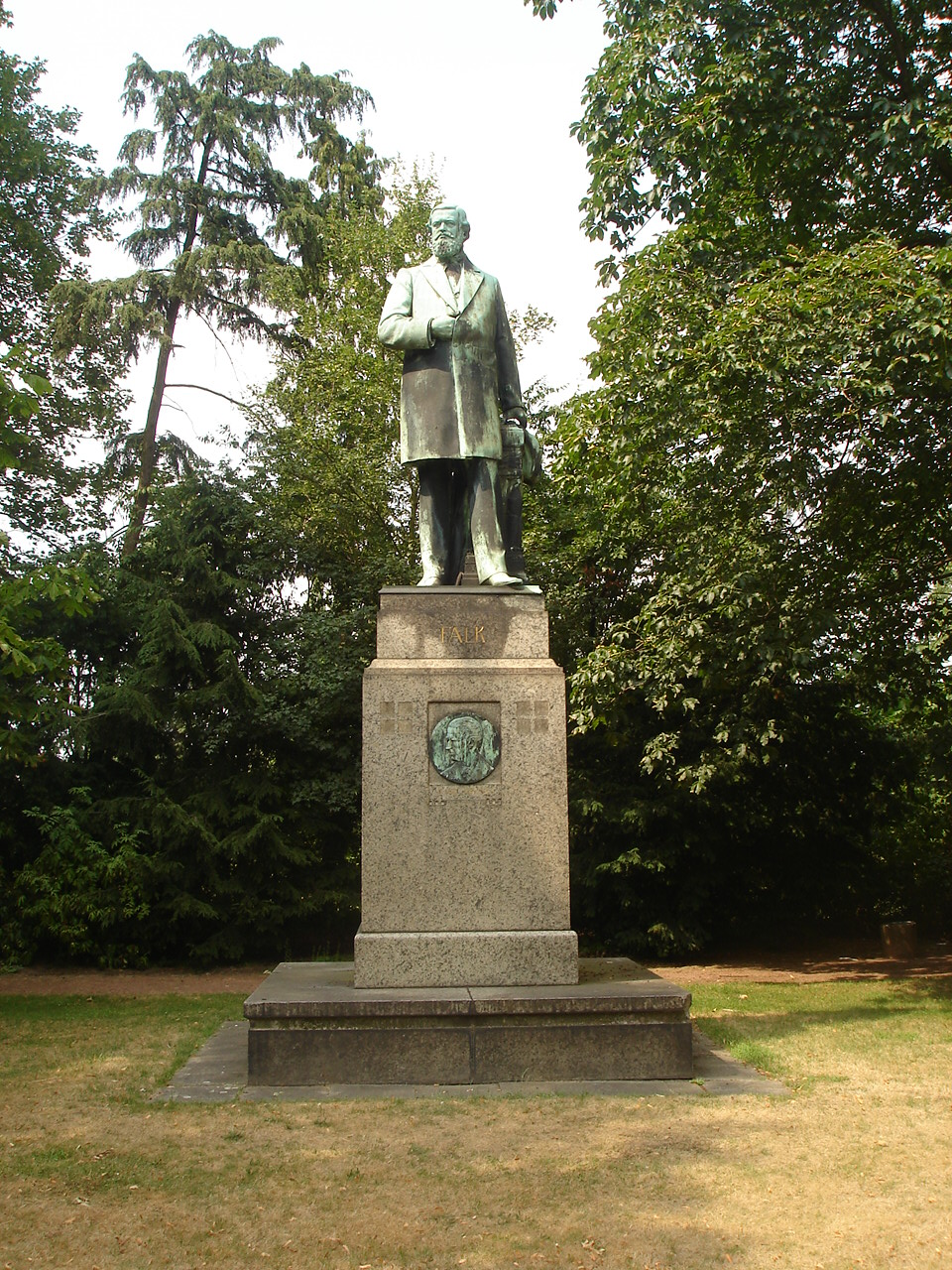
Denkmal für Adalbert Falk in Hamm

Die Bezirksregierung – Nachfolgebehörde der Kriegs- und Domänenkammer – wurde 1816 nach Arnsberg verlegt und Hamm wurde 1817 Sitz eines preußischen Landratsamtes (Kreis Hamm). Das damalige „Appellationsgericht“ (heute Oberlandesgericht Hamm) wurde 1820 als Ersatz für die nach Arnsberg verlegte Preußische Hauptverwaltung Südwestfalens von Kleve nach Hamm verlegt. In der Zeit von 1882 bis 1900 wirkte der vormalige preußische Kultusminister Adalbert Falk als Oberlandesgerichtspräsident in Hamm.
Die Schiffbarmachung der Lippe begann 1820, wurde bis 1826 erreicht und 1830 bis Lippstadt weitergeführt. 1826 wurde die erste Lippeschleuse in Betrieb genommen und 1856 eine zweite errichtet.
1821 führte der Zusammenschluss der reformierten und der lutherischen Gemeinde zur Umbenennung der heutigen Pauluskirche in „Große Kirche“. 1822 gründete Heinrich Jakob Grote aus Wesel den Vorläufer des Westfälischen Anzeigers, das Kreis Hammsche Wochenblatt. Von 1825 bis 1850 erschien die Zeitung unter dem Titel „Wochenblatt für die Stadt und den Kreis Hamm“. Am 9. Dezember 1850 wurde erstmals der Name „Westfälischer Anzeiger“ verwendet. Außerdem wurde in dieser Zeit eine Urkatasterkarte angefertigt, die heute eine wichtige Quelle für das historische Stadtbild von Hamm ist.

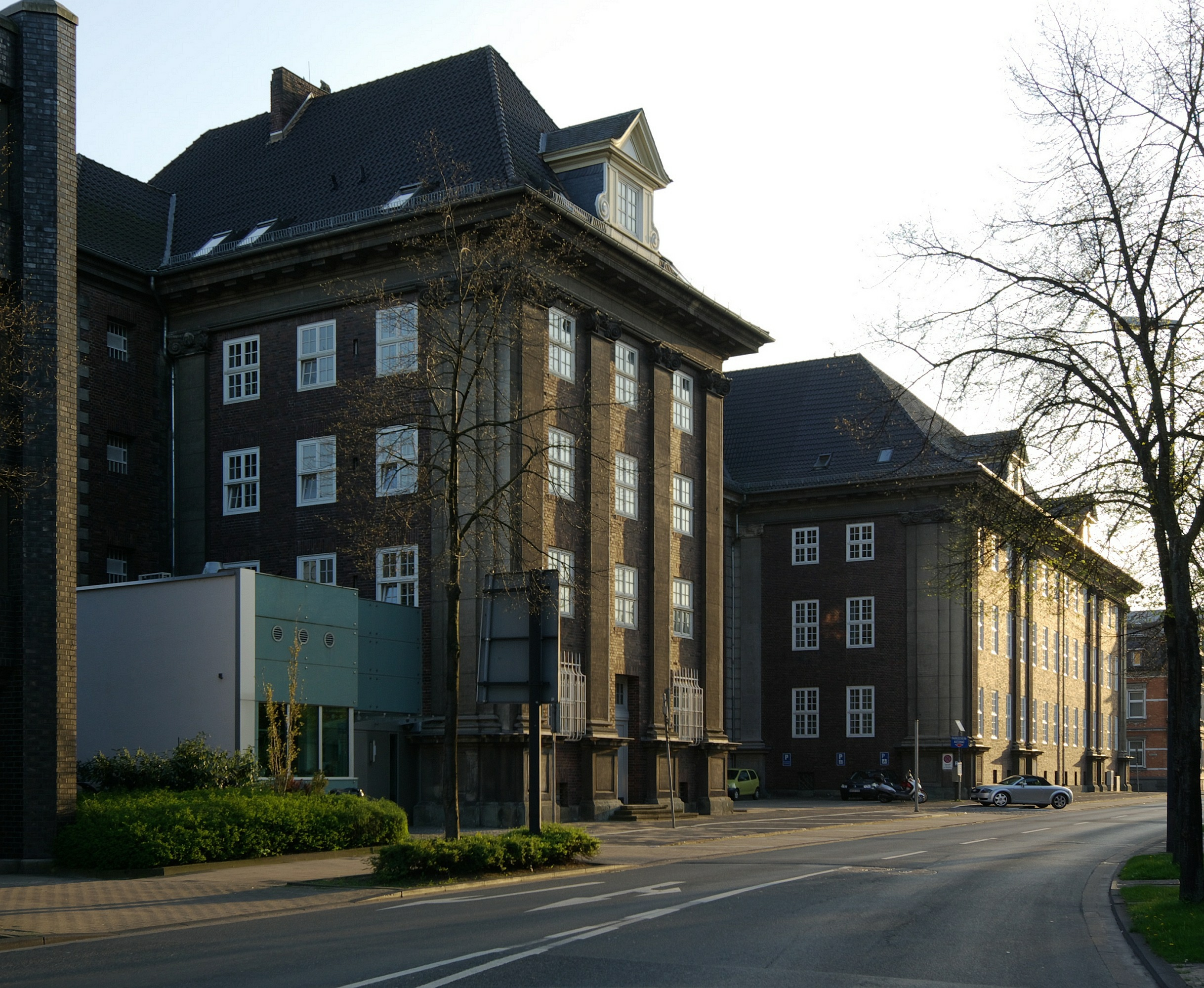
Heutige JVA Hamm an der Bismarckstraße

Das Franziskanerkloster Hamm wurde 1824 aufgehoben und später zum Zentralgefängnis der Provinz Westfalen ausgebaut. Die letzte öffentliche Hinrichtung auf dem Galgenknapp (heutiger Karlsplatz) fand 1829 statt, 1853 erfolgte überhaupt die letzte Hinrichtung in Hamm.
Bereits 1817 gab es in Hamm eine große Inflation und eine Hungersnot. Die verdorbene Kartoffelernte 1830 führte ein Jahr später erneut zu einer Hungersnot und auch in den Jahren 1845–1847 kam es nach verdorbenen Roggenernten zu Inflation und Hungersnot.
Im Jahre 1836 wurde in Hamm die revidierte Städteordnung eingeführt. Mit Wirkung vom 1. April 1901 schied Hamm aus dem Kreis Hamm aus und wurde kreisfreie Stadt. Die Stadt blieb zunächst Sitz des Kreises Hamm, der jedoch 1929 seinen Sitz nach Unna verlegte und infolgedessen 1930 in Kreis Unna umbenannt wurde. 1837 wurde Karl von Bodelschwingh und 1845 Ernst von Vincke zum Landrat ernannt.
Der „Verein für Pferde-Dressur zum Dienste der Landwehr-Cavallerie im Regierungsbezirk Arnsberg“ wurde 1839 gegründet. Seit diesem Jahr fand bis zum 10. Dezember 2008 der in den Zentralhallen abgehaltene Pferdemarkt statt.

## Industrielle Revolution
Die industrielle Revolution war in Hamm zunächst durch die Schwerpunkte Brauerei, Bäckerei und Gastwirtschaft geprägt. So entstanden neben privaten Braustätten die Brauereien Pröpsting (vor 1735), Asbeck (1757) und Isenbeck (1769).
Die erste industrielle Anlage entstand 1810 mit dem Walzwerk des Wilhelm Hobrecker, das außerhalb der Stadt errichtet wurde. Das größte Hemmnis bei der Wirtschaftsentwicklung war die fehlende Verbindung durch ausgebaute Straßen mit dem benachbarten, nicht-preußischen Umland. Daher baute man ab 1817 die Straßen nach Münster (1817–35), Werl (1826–27), Pelkum (1833) und Wiedenbrück (1844–1845) zu Landstraßen aus. Weitere Etappen beim Ausbau der Infrastruktur waren die Schiffbarmachung der Lippe (1819–1826) und der Anschluss an die über Hamm verlaufende Stammstrecke der Köln-Mindener Eisenbahn-Gesellschaft (1847). Diese umfangreichen Baumaßnahmen schufen zahlreiche Arbeitsplätze, die eine erste Zuwanderungswelle auslösten.
Dennoch kam es zu Bankrotten, wie etwa die 1838 erloschene Farbfabrik für „Beinschwarz“ aus Knochenkohle (in der Nordenfeldmark) oder Müller & Klapperhecke (1847), die neben dem gleichen Produkt auch Salmiak herstellten. Die Stadt wurde zudem von einer Reihe von Katastrophen getroffen, darunter die Kartoffelfäule von 1845 und der Roggenbrand von 1846. 1847 wurde deshalb eine Armenspeisung eingerichtet. Zahlreiche Arbeiterfamilien wanderten nach Amerika aus. Die Auswanderungswelle überschritt erst 1854 ihren Zenit. Andere schafften sich Vieh an und beackerten ihren Garten, eine Tätigkeit, die die meisten noch gelernt hatten, da die jetzige Stadtbevölkerung überwiegend vom Land her übergesiedelt war. Dennoch wuchs die Unzufriedenheit, so dass Landrat v. Vincke am 22. Mai 1846 die Gastwirte der Stadt aufforderte, jene anzuzeigen, die sich an „Raisonnements über Kirche und Staat“ beteiligt hatten, „um wider sie die Untersuchung einleiten zu können.“
1847 wurde die erste durch Hamm führende Eisenbahnstrecke von Köln nach Minden eröffnet. Schon ein Jahr später folgte die Bahn Hamm-Münster. Der Hammer Bahnhof war der erste Eisenbahnknotenpunkt in Deutschland.
Das Revolutionsjahr 1848 ging auch an Hamm nicht spurlos vorbei, obwohl „namentlich in Hamm“, wo ein „biederer, braver Sinn“ vorherrschte, die Truppen auf dem Weg nach Iserlohn mit großem Jubel empfangen wurden. Franz Schwenniger, ein am 26. Februar 1822 geborener Essener Geometer, der in Sachsen gearbeitet hatte und mehrfach eingekerkert worden war, vertrat die „Handwerker- und Arbeiterverbrüderung“ zu Hamm – diese hatte über 300 Mitglieder – und nahm vom 23. August bis 3. September 1848 am Berliner Arbeiterkongress teil. Am Demokratenkongress in Frankfurt waren als Hammer Vertreter Kapp und Weydemeyer beteiligt.
Nach 1849 wurden die Arbeitervereine verboten. Ihre Mitglieder fanden sich teilweise in Arbeitergesangsvereinen wieder, die allerdings im darauffolgenden Jahr ebenfalls verboten wurden. Einflussreiche Männer wie Christian Esselle, der den Frankfurter Arbeiterverein organisiert hatte, wurden ausgewiesen. Friedrich Kapp, in Hamm als Referendar am Oberlandesgericht Hamm tätig, wanderte in die USA aus und kehrte erst 1871 als Politiker und Historiker zurück. Joseph Weydemeyer, Geometer der Köln-Mindener Eisenbahn-Gesellschaft, zog nach Darmstadt, wo er die Neue Deutsche Zeitung herausgab. Er verbrachte die Zeit von 1851 bis zu seinem Tod 1866 in St. Louis.
Gleichzeitig traf die Stadt eine schwere Cholera-Epidemie, die 140 der rund 7000 Einwohner das Leben kostete. Die Übertragung über die Brunnen, aus denen sich die Bevölkerung mit Trinkwasser versorgte, wurde erst ab 1887 durch eine öffentliche Trinkwasserversorgung unterbunden.
In den folgenden Jahren begann in Hamm eine sprunghafte Industrialisierung. So entstanden 1856 die Drahtwerke Hobrecker-Witte-Herbers – wie im Jahr zuvor das Eisendrahtwerk Cosack & Co., das 1890 als Union mit Phönix Ruhrort verschmolz und in die Vereinigten Stahlwerke einging. 1858 entstand die Gaswerk AG, 1864 eine Ziegelei. Auch diese Welle wurde von Konkursen begleitet, wie Vogt und Raub: Blaustein und Salzburger Vitriol im Jahr 1852, oder Jakob Kaufmann mit seinen landwirtschaftlichen Maschinen, das nur von 1854 bis 1857 bestand.
Ein erheblicher Teil der zugewanderten, unter schwierigen Bedingungen lebenden Arbeiter stammte aus katholischen Gebieten. Daher wuchs der Anteil der Katholiken an der Bevölkerung von 1.948 im Jahr 1818 auf 3.646 im Jahr 1849 bei 2.688 bzw. 3.607 evangelischen Einwohnern. 1871 kamen auf 7.160 Evangelische bereits 9.585 Katholiken. So stiftete der Drahtindustrielle Josef Cosack 1865 eine Kapelle zu Ehren des Arbeiterheiligen Joseph. Im selben Jahr vermeldete der Sozialdemokrat die Gründung einer „neuen Gemeinde“ in Hamm.
1867 wurde das heutige Märkische Gymnasium gegründet. Ernst von Bodelschwingh wurde zum Landrat ernannt. Er starb 1881.

## Deutsches Reich (1871–1945)

### Kaiserzeit (1871–1918)
Im Gründungsfieber zwischen Reichsgründung und Wiener Börsenkrach (1873) entstanden auch in Hamm neue Werke. Bei Freiske, südlich von Unna, wurde nach Kohle gesucht. Obwohl dieser wichtige Rohstoff dort im Jahre 1874 auch gefunden wurde, blieb die Stadt Hamm von der Wirtschaftskrise der folgenden Jahre unberührt. Die Westfälische Union, die 1872 etwa 700 Belegschaftsmitglieder hatte, blieb ungeachtet der Konkurrenz der größte Arbeitgeber der Region.
1876 wurde bei Probebohrungen zwar noch keine Kohle gefunden, dafür jedoch die Solequelle in Werries. Der Zechenbaron Friedrich Grillo erwarb die Sole für 100.000 Mark und leitete sie mit einer 24 km langen Leitung durch Hamm nach Unna-Königsborn. Die Hammer erwirkten einen Anschluss an diese Leitung und errichteten 1883 ein Badehauses und das Kurhaus „Bad Hamm“.
Mit dem Verbot des Allgemeinen Deutschen Arbeitervereins (1874) und der SPD (1878) verkündeten die Direktionen von WDI und WU, allen Sozialdemokraten kündigen zu wollen. Oberstaatsanwalt Hermann Irgahn war der Hauptzuständige für die Verfolgung der „vaterlandslosen Gesellen“. Als die SPD zu den Reichstagswahlen von 1890 wieder zugelassen wurde, erhielt sie im Wahlkreis Hamm-Soest nur 377 Stimmen, das waren umgerechnet 1,7 %. In Hamm beherrschten Zentrum und Nationalliberale die Politik. In den Betrieben gaben die christlichen Gewerkschaften den Ton an. Dennoch gingen im Mai 1889 auch Beschäftigte der Drahtbetriebe in Hamm auf die Straße, um die Wiedereinführung des Achtstundentages zu erreichen. Sie wehrten sich gegen das Zwölf-Stunden-Schichtsystem und gegen die Tatsache, dass selbst die Sonntagsruhe nur von 6 bis 18 Uhr galt. Außerdem weigerten sie sich, das für die Arbeit notwendige Öl selbst zu kaufen. Dieses war in der Stadt 20 % billiger zu haben als im Betrieb, die Arbeiter waren jedoch verpflichtet, es beim Betrieb abzunehmen. Am 14. Mai kam es in der Bahnhofsgegend zu schweren Zusammenstößen von 60 bis 70 Feinziehern mit der Polizei. Bei der Reichstagswahl von 1893 erhielt die SPD bereits 7 % der Stimmen, 1903 sogar 19 %. Bis 1896 waren Buchdrucker, Maschinisten, Metallarbeiter, Maschinenbauer und Heizer in freien Gewerkschaften organisiert. 1905 stellten sie nach einem Bericht des Bürgermeisters Matthaei 817 Mitglieder in 15 Gewerkschaften. Die größte Gewerkschaft war aber der Katholische Arbeiterverein mit 1.500 Mitgliedern. Insgesamt waren 4.200 Mitglieder in 28 Gewerken organisiert.
1882 wurde Walter von Vincke zum Landrat im Kreis Hamm ernannt. 1884 wurde die Garnison aufgelöst, außerdem wurde der Städtische Musikverein gegründet.
1885 entdeckte der Fabrikbesitzer Hundhausen bei dem Versuch, einen Brunnen auf seinem Grundstück in der Bismarckstraße anzulegen, reichhaltige Kohlevorkommen. Daraufhin entstanden die vier großen Zechenanlagen. 1886 entstanden die ersten Sammlungen des Gustav-Lübcke-Museums. 1890 wurde die Stadt vom schlimmsten Hochwasser ihrer Geschichte heimgesucht. Der Bau des Oberlandesgerichts, des heutigen Rathauses, wurde dadurch bedingt an eine höhere Stelle verlegt.
Die Georgskirche (heutige Pauluskirche) wurde 1891 mit dem härteren, grauen Rüthener Sandstein verblendet. 1892–1894 führten Renovierungsarbeiten außerdem zu baulichen Veränderungen. 1912 erhielt sie dann ihren heutigen Namen.
In den Jahren 1891/92 wurde die Kanalisation gebaut, 1895 die Volksbibliothek als Vorläuferin der heutigen Stadtbibliothek gegründet und 1898 die erste Straßenbahn in Betrieb genommen. 1902 wurde die Städtische Oberrealschule als Vorgängerin des heutigen Freiherr-vom-Stein-Gymnasiums gegründet.
Durch die in Hamm stürmisch einsetzende Industrialisierung überstieg die Einwohnerzahl gegen Ende des 19. Jahrhunderts erstmals die Marke von 30.000 Einwohnern. Daraufhin wurde Hamm die Kreisfreiheit zugesprochen. Die Zeche de Wendel wurde eröffnet und später in Heinrich Robert umbenannt. 1903 folgte die Eröffnung der Zeche Maximilian, 1905 die Eröffnung der Zeche Radbod und 1912 die Eröffnung der Zeche Sachsen. Das Grubenunglück 1908 auf der Zeche Radbod war mit 348 Toten eines der schwersten des deutschen Steinkohlebergbaus. 1910 zog auch die Chemische Industrie in Hamm ein. Die Lackfabrik Hesse wurde im Hammer Westen gegründet.
Von 1911 bis 1913 wurde unter dem Stadtbaurat Otto Krafft die Ahse aus der Innenstadt nach Osten verlegt. Dies ermöglichte den Bau des Datteln-Hamm-Kanals (Fertigstellung 1914) und gab der Stadtentwicklung einen neuen Schub. Im Zuge dieser Baumaßnahmen entstanden auch die Ringanlagen. 1914 wurde der Hafen in Betrieb genommen.
Der Erste Weltkrieg (1914–1918) hemmte die Entfaltung der Stadt.
Im August 1914 stellte die Zeche Maximilian ihre Förderung ein. Schon im Februar drang Wasser aus dem Deckgebirge in die Grube ein, das salzig und kohlensäurehaltig war und zu einem raschen Verschleiß der unter Tage eingesetzten Maschinen führte. Außerdem verzögerte sich durch die teilweise Sperrung des Eisenbahn-Güterverkehrs auf Grund des Ersten Weltkrieges die Lieferung von Ersatzteilen für die eingesetzten Pumpen, so dass die Zeche „absäuft“, d. h. das Wasser die erste Sohle erreichte und schließlich sogar über Tage auslief. Der systematische Kohleabbau auf der Zeche Maximilian dauerte insgesamt weniger als zwei Jahre. 1916 starb Stadtbaurat Otto Krafft.

### Weimarer Republik (1918–1933)

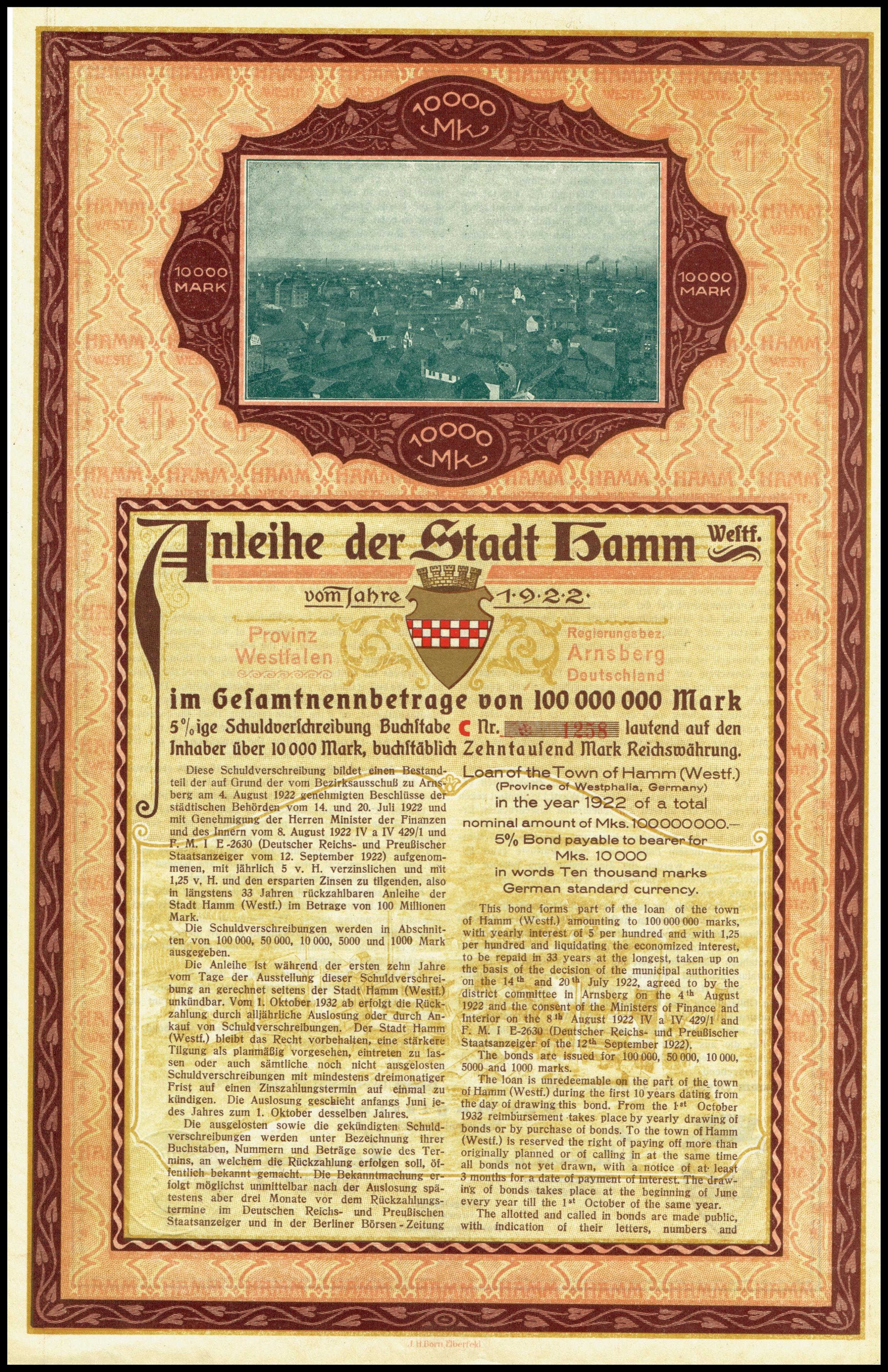
Anleihe über 1000 Mark der Stadt Hamm von 1922

Nach der Besetzung der Bahnhofskommandantur am 9. November 1918 bildete sich ein Arbeiter- und Soldatenrat, der durch die preußischen Kommunalwahlen vom 2. März 1919 ins politische Abseits verbannt wurde. Insgesamt behauptete das Zentrum bei den Kommunalwahlen in der Zeit der Weimarer Republik seine Position als führende Partei in Hamm. Erst in den schon unfreien Märzwahlen 1933 wurde es durch die NSDAP überflügelt. Im Dezember 1918 wurde das Gaswerk stillgelegt. Die Zeche Radbod übernahm ab 1920 die Gasversorgung der Stadt.
Ausgelöst durch den Kapp-Putsch kämpfte 1920 die aus Arbeitern bestehende „Rote Armee“ im Ruhraufstand gegen Freikorps-Einheiten. Am 30. März 1920 rückte die Brigade Epp des Ritters Franz von Epp auf Ersuchen des Oberbürgermeisters Matthaei und des Landrats Schulze-Pelkum erst in Hamm ein und tags darauf nach Pelkum. Am 1. April 1920 befahl Epp seinen 1.800 Freikorps-Männern unter dem Motto „Gefangene machen die Bayern nicht“ den Angriff. Der Verhandlungsführer der Arbeiter, Paul Weniger, wurde im Selbachpark umgebracht. 150 bis 300 Arbeiter aus Hamm und anderen Orten des Ruhrgebiets wurden von Epps Truppen brutal ermordet. Darunter auch „zehn Rote-Kreuzschwestern“. Eine Eisenbahnbrücke explodierte. Drei Führer der unterlegenen Bergleute wurden standrechtlich erschossen. Auf dem Friedhof in Pelkum befindet sich ein Massengrab und ein Gedenkstein an die Opfer.
1923 besuchte der erste Reichspräsident Friedrich Ebert Hamm.
Nach dem Ersten Weltkrieg wurde die Personenbeförderung der Straßenbahn Hamm aufgrund der Inflation zwischen 1923 und 1925 eingestellt. In den Jahren 1924 und 1925 beförderte die Bahn von der Zeche De Wendel Haldenmaterial zum heutigen Otto-Kraft-Platz. Dort wurde ein ehemaliges Überschwemmungsgebiet der 1913 verlegten Ahse aufgefüllt. Außerdem wurde die Bauarbeiten an „Schacht Franz“ der Zeche De Wendel begonnen, der als selbstständiger Förderstandort geplant war. 1928 nahm der Schacht die Förderung auf. 1932 wurde diese im Rahmen der Weltwirtschaftskrise für zwei Jahre eingestellt. 1937 wurde die Zeche De Wendel in eine neue Gesellschaftsform umgewandelt. Sie erhielt den Namen „Heinrich Robert“.
1924 erfolgten die Gründung der Heessener Waldbühne und die Inbetriebnahme des Hauptpostamts an der Bahnhofsstraße. Ein Jahr später wurde die erste Buslinie der Stadt (zwischen Bahnhof und Herringen) in Betrieb genommen. Die letzte Paketzustellung per Pferdewagen fand 1932 statt. Im Jahre 1933 wurde der Tierpark Hamm eröffnet. Die geplante Schließung der Zeche Sachsen konnte durch massive Proteste aus den Reihen der Werksleitung, der Belegschaft und der Gemeinde Heessen abgewendet werden.

### Drittes Reich und Zweiter Weltkrieg (1933–1945)
Die Massenarbeitslosigkeit betraf viele Hammer Bürger. Armut wurde zum Problem. Die NSDAP nutzte dies aus und versprach in ihrem Wahlprogramm Besserung der Situation. Bei den Reichstagswahlen im März 1933 gewann die NSDAP in Hamm mit „nur“ 38,06 % der Stimmen, während in Norddinker 82 % und in Uentrop 77 % der Bürger den Nationalsozialisten ihre Stimme gaben. In den Monaten und Jahren nach Adolf Hitlers Ernennung zum Reichskanzler wurden mehrfach Razzien im Hammer Stadtgebiet durchgeführt. Opfer waren u. a. Sozialdemokraten und Kommunisten. Es kam auch zu ersten Übergriffen auf die jüdische Bevölkerung. Mit dem preußischen Gemeindeverfassungsgesetz vom 15. Dezember 1933 und der Deutschen Gemeindeverordnung vom 30. Januar 1935 wurde auch in Hamm die Gleichschaltung von Stadtverwaltung und Stadtvertretung abgeschlossen.
In der Pogromnacht am 9. November 1938 wurde die Hammer Synagoge verwüstet und musste später von den Juden selbst abgerissen werden. Die jüdische Gemeinde wurde deportiert, sofern sich ihre Mitglieder nicht durch Flucht ins Ausland in Sicherheit bringen konnten.
1938 wurde Hamm außerdem durch die Autobahn Oberhausen-Hannover (A2) für den Kraftfahrzeugverkehr erschlossen. 1939 wurde das Dorf Mark nach Hamm eingemeindet. 1939/40 führten Renovierungsarbeiten an der Pauluskirche zu baulichen Veränderungen.
Anfang Juni 1940 fielen nachts die ersten Bomben auf den Raum Hamm. Sie wurden als Vergeltung für deutsche Bombenangriffe auf die Zivilbevölkerung englischer Industriestädte von britischen Bombern abgeworfen. Ein weiterer Angriff folgte am 8. September kurz vor Mitternacht. Zwei Bomben trafen die Liebfrauenkirche und richteten schwere Schäden an. Die Tatsache, dass dies das erste Gotteshaus in Deutschland war, das ein Opfer der Bomben wurde, nutzte Goebbels propagandistisch aus.
1940 wurden die ersten der späteren elf Hochbunker errichtet. Des Weiteren wurde die Städtische Musikschule gegründet, die heute zu den größten und bedeutendsten ihrer Art in Deutschland gehört.
1943 begannen die Alliierten mit Flächenbombardements. Bei einem schweren Angriff am 4. März 1943, der vor allem der Westfälischen Union galt, waren 154 Todesopfer zu beklagen. Zeitweise waren mehrere Tausend Zwangsarbeiter und Kriegsgefangene in eigens dafür eingerichteten Lagern untergebracht. Sie arbeiteten zum größten Teil auf den umliegenden Zechen. Bei der Westfälische Drahtindustrie waren über 1.300 Zwangsarbeiter eingesetzt. Für den 30. September 1944 listet das Arbeitsamt Hamm 16.828 „Fremdarbeiter“ auf.
1943 wurde die Zeche Maximilian stillgelegt. 1944 ereignete sich auf der Zeche Sachsen ein Grubenunglück mit 169 Toten. Am 22. April erfolgte der ersten Großangriff auf das gesamte Stadtgebiet und die nähere Umgebung. Unter Einsatz von 750 Bombern und einigen hundert Jagdflugzeugen wurden 8000 Spreng- und 3500 Brandbomben abgeworfen. Die Stadt lag in Trümmern. Etwa 240 Gebäude waren vollkommen zerstört, weitere 350 schwer beschädigt. Der Verschiebebahnhof, der Güterbahnhof sowie Wohnviertel im südlichen und westlichen Stadtgebiet waren besonders schwer getroffen. Mit weit über 200 Todesopfern forderte dieser Angriff die meisten Menschenleben, die je einem Luftangriff auf die Stadt Hamm während des Krieges zum Opfer fielen. Am 31. Mai 1944 forderte ein weiterer Luftangriff, bei dem eine Bombe das sogenannte „Russenlager“ traf, weitere 200 Todesopfer (vorrangig Zwangsarbeiter und Kriegsgefangene). Im Herbst des Jahres 1944 folgten drei große Angriffsserien auf die Stadt und die Umgebung, die ebenfalls schwere Schäden verursachten. Ein Auszug aus der amtlichen landrätlichen Beschreibung der Stadt- und Landkreise im Regierungsbezirk Arnsberg vom Februar 1944 benennt Hamm als „Luftschutzort erster Ordnung. Hamm war zu Anfang des Krieges wegen seiner Verkehrsbedeutung die am häufigsten angegriffene Stadt des Industriegebietes“. Die strategische Bedeutung des Raumes Hamm war nicht nur auf seinen Rangierbahnhof und den Kanal zurückzuführen, sondern auch auf die vier Kasernenanlagen und die vormals für die Wirtschaft der Stadt so wichtigen Drahtwerke, die jetzt wichtige Kriegsgüter herstellten. Die Luftangriffe führten im Dezember 1944 zur völligen Vernichtung des Stadtarchivs. Die Städtische Musikschule stellte kriegsbedingt den Lehrbetrieb ein.

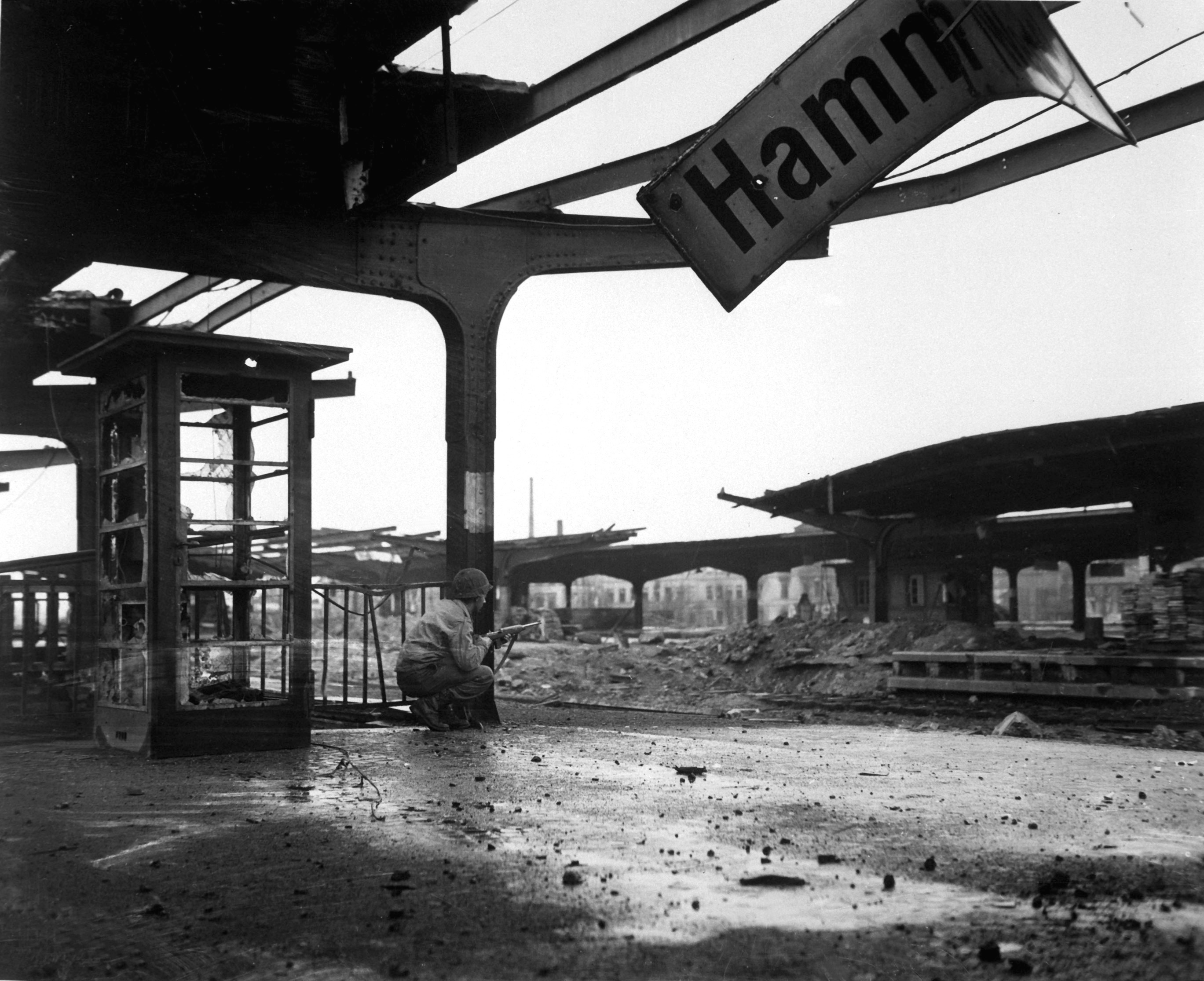
Der Bahnhof Hamm (Westf) wird am 6. April 1945 von US-Soldaten eingenommen.

Die von schweren Kriegszerstörungen gezeichnete Stadt Hamm wurde am 6. April 1945 nach einzelnen Hinhaltegefechten von US-Truppen eingenommen und besetzt. Für die Stadt war damit der Krieg beendet. Die jüdische Gemeinde in Hamm existierte nicht mehr. Später schlossen sich einzelne jüdische Menschen aus Hamm der jüdischen Kultusgemeinde Groß-Dortmund an.
Im Zweiten Weltkrieg wurden in Hamm 1029 Personen getötet, davon 233 Internierte und Kriegsgefangene. Aufgrund seiner Zentralität war Hamm – nach Dortmund – die am stärksten zerstörte Stadt des westfälischen Ruhrgebiets. Bei 55 Luftangriffen wurden mehr als 60 % der Stadt zerstört. Die Hochbunker überstanden die massiven Bombenangriffe und sind heute noch Bestandteil des Stadtbildes.

## Nachkriegszeit und Bundesrepublik Deutschland (ab dem 23. Mai 1949)
Beim Wiederaufbau nach dem Krieg wurden lediglich die drei alten Kirchen in der Stadt im früheren Stil wieder errichtet. 1953 wurde die Agneskirche und 1954 die im Krieg stark beschädigte Pauluskirche wieder eingeweiht. Die anderen Neubauten erfolgten überwiegend im modernen Stil. Bei der weiteren Stadtplanung spielten die Bedürfnisse des Autoverkehrs eine große Rolle.
Erst allmählich konnte das in der Britischen Besatzungszone liegende Hamm nach dem Weltkrieg zur Normalität zurückgelangen. So nahm die Städtische Musikschule den Lehrbetrieb wieder auf (1948), die Kinos „Kristallpalast“ und „Atrium“ wurden wieder eröffnet (1948), der Schauspieler Hans Albers gastierte mit dem Schauspiel Liliom im Kurhaus (1949), die Adolph-Brühl-Kampfbahn wurde eingeweiht (1951), der Tierpark wiedereröffnet (1951) und der Flugplatz Hamm-Lippewiesen eröffnet (1956).
Das Kfz-Zeichen „HAM“ für Hamm wurde 1956 eingeführt. Außerdem erhielt Bockum-Hövel 1956 das Stadtrecht.

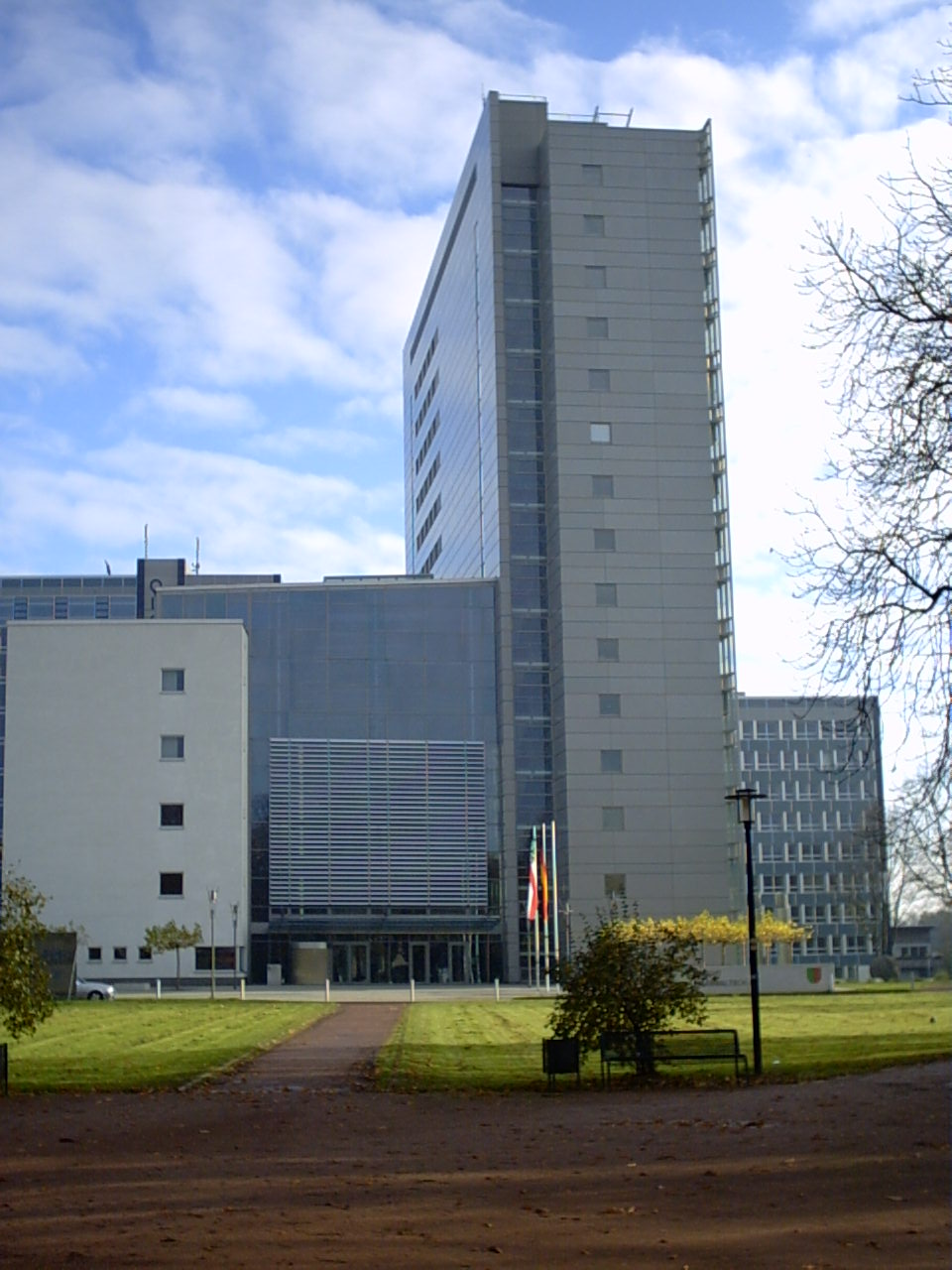
Renoviertes und ausgebautes Oberlandesgericht am Otto-Krafft-Platz in Hamm

Nachdem 1959 für das Oberlandesgericht Hamm das erste Hochhaus errichtet worden war, kaufte die Stadt in der Folge den Altbau aus dem Jahre 1894 und besitzt seitdem wieder ein historisches Rathaus in der Stadtmitte. Die erste Ampelanlage am Westentor ging ebenfalls 1959 in Betrieb.
Nach dem Versiegen der Solequelle wurde das traditionelle Bad Hamm im Jahr 1960 aufgegeben. Auf dem Standort des alten Bades befindet sich heute die Klinik für manuelle Therapie. Mit dem Bau des neuen Kurhauses und der Errichtung des Freizeitbades Maximare knüpfte Hamm an die Zeiten von Bad Hamm an.
1961 wurde der Straßenbahnverkehr der Straßenbahn Hamm endgültig eingestellt. 1962 wurde der Turm der Pauluskirche in seiner heutigen Form fertiggestellt. Im Zuge der ersten kommunalen Neuordnung wurde Hamm am 1. Januar 1968 um Berge, Westtünnen und Teile von Wiescherhöfen erweitert. Außerdem wurde das Galilei-Gymnasium gegründet.
Die Zeche Heinrich Robert schloss sich 1969 der Ruhrkohle-AG an. Zwischen 1971 und 1974 entstand der Selbachpark in Pelkum in Anlehnung an die Revierparks des Ruhrgebietes und wurde am 12. Juli 1975 eröffnet. Die Fußgängerzone wurde 1972 in Betrieb genommen. Am 1. Januar 1975 wurde Hamm durch die zweite kommunale Neuordnung um Bockum-Hövel, Heessen, Pelkum, Rhynern und Uentrop erweitert.
Eine 750-Jahr-Festwoche der Stadt fand im September 1976 statt.
Die Versorgung der Stadt mit Elektrizität, Wasser, Gas und Öffentlichem Personennahverkehr wurde 1977 in einem Unternehmen vereint, den Stadtwerken Hamm. Diese geben das Jahr 1858, in dem das erste Gaswerk eröffnet wurde, als ihr Gründungsjahr an.

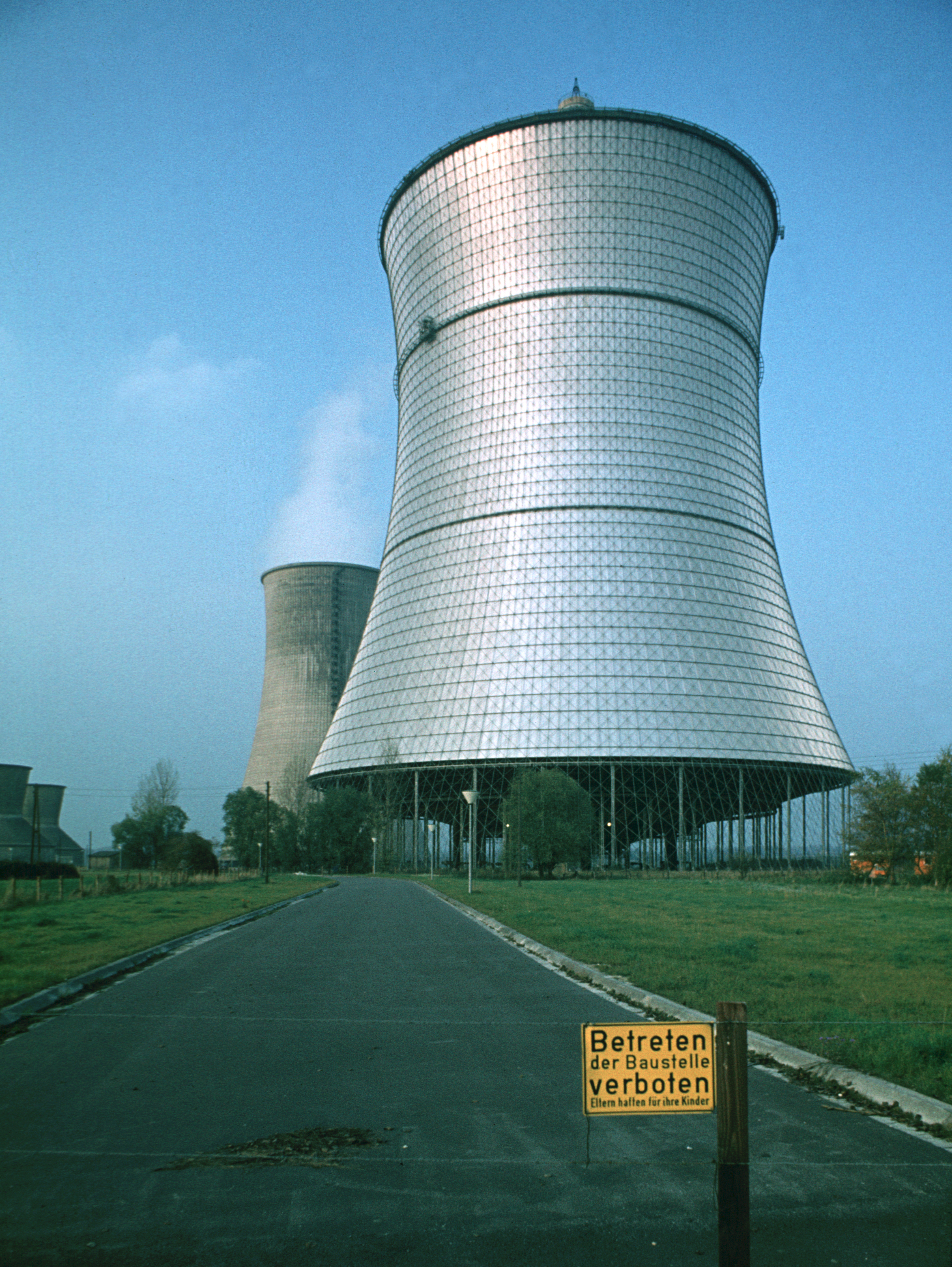
Kühlturm des THTR-300 im Ortsteil Schmehausen, nach der Stilllegung gesprengt

1981 wurde das Naturkundemuseum auf dem Gelände des Tierparks eröffnet und 1983 der Thorium-Hochtemperaturreaktor (Kernkraftwerk THTR-300) im Ortsteil Schmehausen des Stadtbezirks Hamm-Uentrop gebaut.
Im Jahre 1984 fand in Hamm die erste Landesgartenschau Nordrhein-Westfalens statt. Der auf dem Gelände der ehemaligen Zeche Maximilian errichtete Maximilianpark gehört noch heute zu den größten Freizeit- und Erholungsanlagen der Stadt. Der eigens zu diesem Zweck errichtete riesige Glaselefant ist heute neben der Pauluskirche eins der Wahrzeichen der Stadt.
Die Müllverbrennungsanlage wurde 1985 in Betrieb genommen. Ein Jahr später erschütterte die Masannek-Affäre die Stadt. Die beiden Doktortitel des Dezernenten für Wirtschaftsförderung, Sport und Müllbeseitigung, dem die Stadt u. a. die Müllverbrennungsanlage und die Eissporthalle verdankte, erwiesen sich als gefälscht.
1986 nahm die Friedensschule den Lehrbetrieb auf. Außerdem wurde 1987 eine Waldorfschule gegründet.
Die Isenbeck-Brauerei wurde 1988 stillgelegt und 1990 abgerissen.
Am 1. September 1989 erging der Beschluss, das Kernkraftwerk THTR-300 aus Kostengründen, wegen eines Unfalls am 4. Mai 1986 und wegen zahlreicher Störfälle stillzulegen. Am 10. Oktober 1991 wurde der Trockenkühlturm gesprengt.
Hamms Radiosender „Radio Lippewelle Hamm“ ging 1990 und Hamms Fernsehsender, der „Offene Kanal Hamm“, ging am 3. Oktober 1992 auf Sendung.
1992 wurde das Einkaufscenter „Allee-Center“ auf dem Gelände der ehemaligen Isenbck-Brauerei eröffnet. Die Fußgängerzone und das Gewerbegebiet Wilhelmstraße verloren dadurch für den Handel stark an Bedeutung.
1993 wurde der Neubau des Gustav-Lübcke-Museums eröffnet.
Nach der Zeche Sachsen in Heessen (1976, Sprengung der Fördertürme 1979) wurde 1990 auch die Zeche Radbod und 1994 die Tagesanlagen von Schacht Franz der Zeche Heinrich Robert geschlossen. Das Gelände soll bis 2014 in ein Naherholungsgebiet umgewandelt werden. In den Neunzigern wurde das Ökozentrum NRW auf dem Gelände der früheren Zeche Sachsen gegründet. Mittelpunkt bildet die Veranstaltungshalle, die seit 1998 Alfred Fischer Halle heißt – nach dem Architekten, der die Überlagebauten der Zeche Sachsen konstruiert hat.
1998 wurde die Zeche Heinrich Robert mit der Zeche Haus Aden und der Zeche Monopol zum Verbundwerk Ost zusammengeschlossen. Am 1. Juli 2000 um genau 11:40 Uhr stellte die Zeche Westfalen, die zwar auf dem Stadtgebiet von Ahlen liegt, aber vielen Hammer Bergleuten einen Arbeitsplatz bot, ebenfalls die Kohleförderung ein.
1996 wurde die Otmar-Alt-Stiftung eingerichtet. Am Westenwall wurde 1997 gegenüber dem Allee-Center das Einkaufszentrum „Ritterpassage“ eröffnet. Die Eröffnung des Kinos CinemaxX zog die Schließung der Kinos Atrium und Kristallpalast nach sich.
Seit 1999 gibt es nur noch den hauptamtlichen Oberbürgermeister, die Doppelspitze in der Stadtverwaltung wurde aufgegeben.

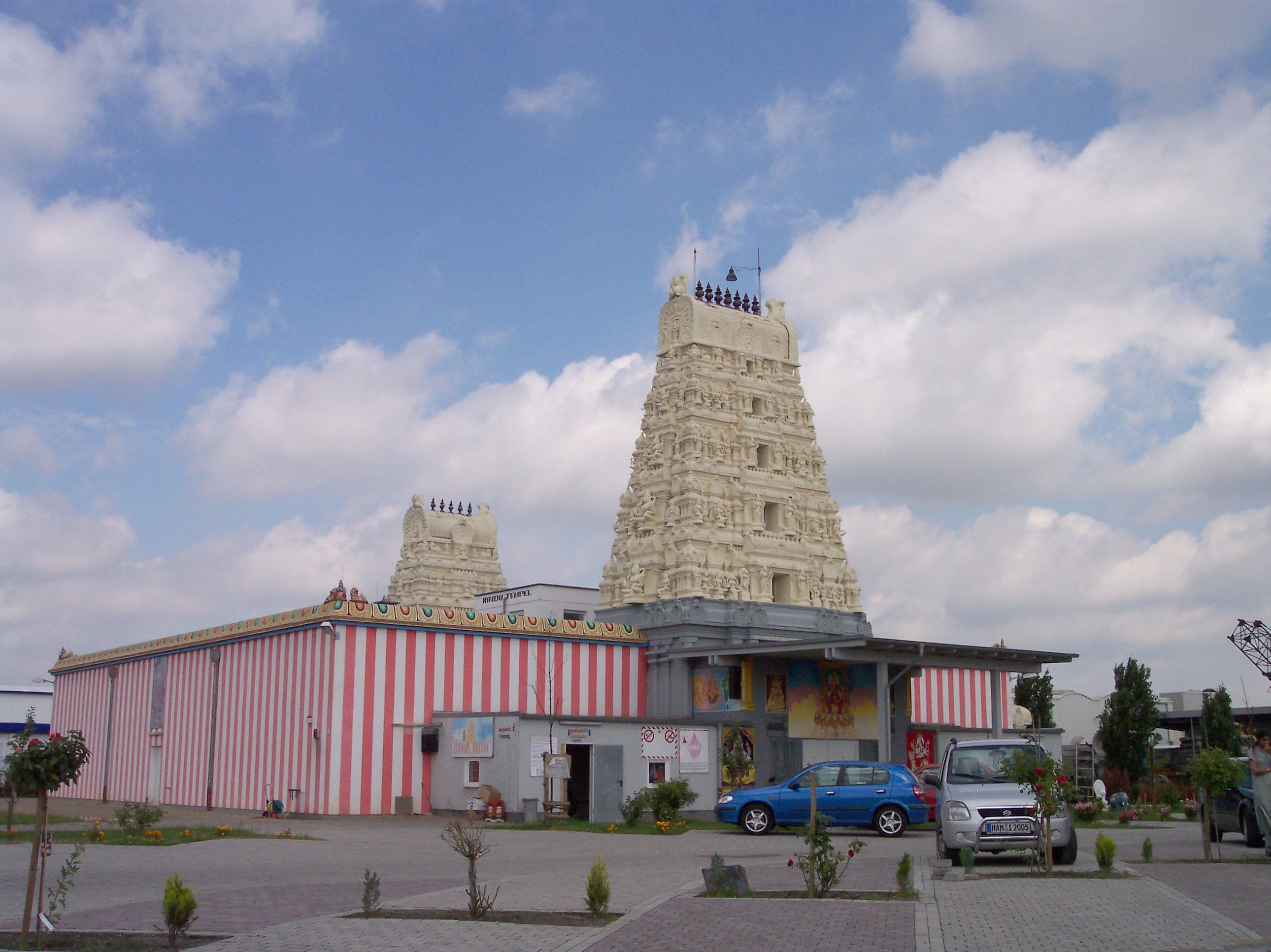
Sri-Kamadchi-Ampal-Tempel im Gewerbe- und Industriegebiet Uentrop. Der Priester hatte den Standort ausgewählt.

2002 wurde der Hindu-Tempel in Uentrop eingeweiht. Der Sri-Kamadchi-Ampal-Tempel ist seit seiner Fertigstellung und Einweihung am 7. Juli 2002 der größte tamilisch-hinduistische Tempel Europas und nach dem im nordindischen Stil errichteten Londoner Tempel der zweitgrößte Hindu-Tempel in Europa überhaupt.
Die Inbetriebnahme des Freizeitbades Maximare und die Wiedereröffnung des sanierten und teilweise neu erbauten Kurhauses erfolgten 2003. Ein Jahr später wurde eine Nachbildung des einstigen dritten Wahrzeichens von Hamm (neben Pauluskirche und Glaselefant), dem sich füllenden Bierglas der Isenbeck-Brauerei, am Universa-Haus in Betrieb genommen.
Im Jahre 2005 kam es zur Eröffnung des Technischen Rathauses. Im gleichen Jahr wurde in Heessen die SRH Fachhochschule Hamm mit den Schwerpunkten Logistik und Wirtschaft gegründet, die zusammen mit der Stadtbibliothek bis 2009 in einem Neubau auf dem ehemaligen Hortengelände in unmittelbarer Nachbarschaft des Hauptbahnhofes einziehen soll. Die Stadtbüchereien von Hamm wurden Bibliothek des Jahres 2005.
Pläne zur Errichtung eines Sees in den Lippeauen („Hamm ans Wasser“) scheiterten im Jahre 2006 am Ergebnis eines Ratsbürgerentscheides. Im Januar wurden bei Abrissarbeiten der am Nordenwall gelegenen Elisabeth-Kinderklinik die Grundmauern der 1269 erstmals urkundlich erwähnten Burg des Stadtgründers, Adolf I. von der Mark, freigelegt. Die Stadtburg war seit Mitte des 15. Jahrhunderts Sitz des Landesherrlichen Rentmeisters, später königlich freier Hof. Die Gebäude wurden 1944 durch die Luftangriffe zerstört.
2007 erinnerte die Sodenkamp-Affäre an die Masannek-Affäre zwanzig Jahre zuvor. Dirk Sodenkamp, CDU-Lokalpolitiker aus Fröndenberg, bewarb sich mit einem gefälschten Zeugnis auf den Posten des Stadtarchivars von Hamm und wurde trotz besser qualifizierter Bewerber angenommen.
2008 wurde die geplante Betriebsdauer für das Bergwerk Ost Standort Zeche Heinrich-Robert um 9 Monate verlängert. Sie sollte Betriebsausfälle im Saarland auffangen.
Am 30. September 2010 endete die 109-jährige Bergbaugeschichte der Stadt Hamm und der sie umgebenden Region im östlichen Ruhrgebiet. Die ehemalige Zeche Heinrich-Robert, zuletzt Betriebsstandort des Bergwerks Ost und letzte Kokskohlenzeche Deutschlands wurde planmäßig stillgelegt. Die Stilllegungsarbeiten dauern bis 2011.

## Einwohnerentwicklung
Die Entwicklung des Bevölkerungsstandes lässt sich leider nicht beliebig weit zurückverfolgen. Die ältesten präzise benennbaren Zahlen sind die der ersten Volkszählung im Jahre 1819. Die Angaben für frühere Jahrhunderte beruhen auf mehr oder weniger präzisen Schätzungen. Die Größe der Stadt wurde beispielsweise für das Jahr 1618 mit nur ca. 1000 Einwohnern geschätzt.
1819 zählte Hamm 4.657 Einwohner. Die heute deutlich größere Stadt Dortmund und frühere Freie Reichsstadt hatte im gleichen Jahr 4453 Einwohner, Essen 4842 (Stand: 1822), Münster konnte 1818 bereits 15.158 Einwohner aufweisen, Köln 55.355 im Jahr 1819. Hamm, Dortmund und Essen gehörten zu Beginn des 19. Jahrhunderts also zu den rheinisch-westfälischen Mittelstädten, so wie dies heute bei Soest oder Unna der Fall ist.
Mit der auch in Hamm bereits zu Beginn des 19. Jahrhunderts langsam einsetzenden Industrialisierung wuchsen Größe und Bevölkerungszahl dieser Städte dann rasant an. Die Einwohnerzahl der Stadt stieg von 4467 in 1819 auf 31.371 im Jahr 1900.
Bis 1925 stieg die Einwohnerzahl auf mehr als 50.000 an. Durch die späteren Eingemeindungen der Nachbarorte – insbesondere durch die Gemeindegebietsreform vom 1. Januar 1975 – wurde die Einwohnerzahl mehr als verdoppelt, von 83.000 auf dann 172.000. Hamm schloss damit in den Kreis der Großstädte auf. 2003 erreichte die Bevölkerungszahl mit 184.961 ihren historischen Höchststand. Am 31. Dezember 2006 betrug die „Amtliche Einwohnerzahl“ für Hamm nach Fortschreibung des Landesamtes für Datenverarbeitung und Statistik Nordrhein-Westfalen 183.672 (nur Hauptwohnsitze und nach Abgleich mit den anderen Landesämtern). Die Stadt Hamm gibt mit Datum zum 31. Dezember 2007 die Einwohnerzahl mit nur noch 179.853 an.